# Musikjahr 1987
Liste der Musikjahre

◄◄ | ◄ | 1983 | 1984 | 1985 | 1986 | Musikjahr 1987 | 1988 | 1989 | 1990 | 1991 | ► | ►►

Weitere Ereignisse · Country-Musik
Dieser Artikel behandelt das Musikjahr 1987.
Zu den erfolgreichsten Künstlern gehörte Whitney Houston. Ihr zweites Album Whitney mit der Hitsingle I Wanna Dance with Somebody (Who Loves Me) war in den USA wie auch in Deutschland elf Wochen auf Platz eins. Die erfolgreichste Single in Deutschland und der Schweiz war Voyage, voyage von Desireless.

## Ereignisse

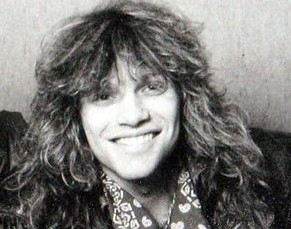
Jon Bon Jovi, Sänger von Bon Jovi

### Populäre Musik und Jazz
- 03. Januar: Aretha Franklin wird als erste Frau in die Rock and Roll Hall of Fame aufgenommen.
- 14. Februar: Livin’ on a Prayer von Bon Jovi erreicht Platz eins in den USA und wird weltweit zu einem der Hits des Jahres.
- 24. Februar: Bei den Grammy Awards 1987 mit Moderator Billy Crystal gewinnen unter anderem Paul Simon und Steve Winwood.
- 04. März: Tina Turner startet in München ihre Break Every Rule World Tour. Die Tournee endet nach insgesamt 222 Konzerten am 30. März 1988 in Osaka.
- 09. März: U2 bringen mit The Joshua Tree eins der erfolgreichsten Alben des Jahres heraus, das auch in Deutschland das bestverkaufte wird. 1988 erhält das Album den Grammy für das beste Album des Jahres.
- 09. Mai: Johnny Logan gewinnt in Brüssel mit dem Lied Hold Me Now für Irland die 32. Auflage des Eurovision Song Contest, sein zweiter Sieg. Wind belegt für die Bundesrepublik Deutschland mit Laß die Sonne in dein Herz zum zweiten Mal Platz zwei.
- 30. Mai: Der britische Singer-Songwriter David Bowie startet in Rotterdam seine Glass Spider Tour.
- 14. Juni: Madonna beginnt in Osaka ihre Who’s That Girl World Tour, die bis zum 6. September andauert.
- 27. Juni: Das Album Whitney von Whitney Houston ist das erste einer Künstlerin, das auf Platz eins der Billboard 200 debütiert.
- 07. Juli: Das Debütalbum Paid in Full von Eric B. & Rakim erscheint; es revolutioniert den Eastcoast-Hip-Hop.
- 10. Juli: Das Bizarre-Festival findet auf der Berliner Waldbühne und der Freilichtbühne Loreley in St. Goarshausen erstmals statt.
- 21. Juli: Appetite for Destruction von Guns n’ Roses erscheint, das sich zunächst nur mäßig verkauft, aber alsbald zum erfolgreichsten Album der Band und einem der meistverkauften Hardrock-Alben überhaupt avanciert.
- 31. August: Michael Jackson bringt mit Bad den Nachfolger zum Erfolgsalbum Thriller heraus.
- 07. September: Pink Floyd veröffentlichen A Momentary Lapse of Reason, das erste, nachdem Roger Waters die Gruppe verlassen hatte.
- 09. September: Pink Floyd starten in Ottawa ihre A Momentary Lapse of Reason Tour. Auf der Tour zwischen September 1987 und Juli 1989 spielt die Band weltweit insgesamt 196 Konzerte.
- 17. September: Vor etwa 100.000 Zuschauern findet das Bob-Dylan-Konzert in Ost-Berlin statt.
- 28. September: Depeche Mode veröffentlichen Music for the Masses, gefolgt von einer 101 Konzerte umfassenden Tournee, welche bis in das Jahr 1988 reicht und im Rose Bowl Stadium endet.
- 30. September: Die britisch-US-amerikanischen Rockband Fleetwood Mac startet in Kansas City ihre Shake the Cage Tour. Die Tournee endet nach insgesamt 68 Konzerten am 28. Juni 1988 in Manchester.
- 17. Oktober: Ein Konzert der Band Element of Crime in der Zionskirche in Ost-Berlin wird von Neonazis gestürmt, mehrere Menschen zum Teil schwer verletzt. Die anwesende Deutsche Volkspolizei greift nicht ein.
- 22. Oktober: Die britische Synthie-Pop-/Synth-Rock-Band Depeche Mode startet in Madrid ihre Music for the Masses Tour. Nach 101 Konzerten endet die Tournee am 18. Juni 1988 in Pasadena.
- 29. Oktober: Ornette Coleman tritt beim NDR Jazzworkshop (und am 5. November beim Jazzfest Berlin) mit seinem ursprünglichen Quartett auf.
- 30. Oktober: George Michael beginnt mit dem Album Faith seine Solokarriere.
- 04. November: Das Debütalbum The Lion and the Cobra der irischen Sängerin Sinéad O’Connor wird veröffentlicht.
- 14. November: Die britische Progressive-Rock-Band Yes startet in Omaha ihre Big Generator Tour.
- 20. November: Der britische Singer-Songwriter Sting startet in Rio de Janeiro seine Nothing Like the Sun Tour. Es ist die zweite weltweite Solo-Konzerttournee.
- 01. Dezember: Prince zieht das Black Album zurück, das eigentlich am 8. Dezember hätte veröffentlicht werden sollen.
- 23. Dezember: Nikki Sixx von Mötley Crüe wird mit einer Überdosis Heroin leblos aufgefunden, kann aber wiederbelebt werden.
- Die amerikanische Grunge-Band Nirvana wird gegründet.

### Klassische Musik und Musiktheater
- 01. Januar: Zum ersten und einzigen Mal dirigiert Herbert von Karajan das diesjährige Neujahrskonzert der Wiener Philharmoniker.
- 29. Januar: Die Oper Habemeajaja von Boris Blacher wird an der Akademie der Künste in Berlin uraufgeführt.
- 12. März: Die neu bearbeitete Version des Musicals Les Misérables von Claude-Michel Schönberg und Alain Boublil nach dem Roman Die Elenden von Victor Hugo feiert ihre „Broadway-Premiere“ am Broadway-Theater.
- 08. April: Die Oper La forêt von Rolf Liebermann wird in Genf uraufgeführt.
- 10. Mai: Im Großen Haus der Württembergischen Staatstheater Stuttgart wird die Neufassung des Balletts Dornröschen mit der Musik von Pjotr Iljitsch Tschaikowski uraufgeführt. Erstmals betätigt sich Marcia Haydée als Choreografin.
- 30. Mai: In der Opéra National de Paris feiert das Ballett In the Middle, Somewhat Elevated des Choreografen William Forsythe zur Musik von Thom Willems Premiere.
- 18. September: Am Staatstheater Darmstadt wird die Oper Resurrection des englischen Komponisten Peter Maxwell Davies erstmals zur Aufführung gebracht.
- 04. Oktober: Die Oper Oedipus von Wolfgang Rihm wird an der Deutschen Oper Berlin uraufgeführt.
- 05. Oktober: In der Glyndebourne Festival Opera wird die Oper The Electrification of the Soviet Union des englischen Komponisten Nigel Osborne erstmals aufgeführt.
- 22. Oktober: Die Oper Nixon in China von John Adams nach einem Libretto von Alice Goodman wird in der Houston Grand Opera zur Uraufführung gebracht.
- 05. November: Das Musical Into the Woods mit Musik und Liedtexten von Stephen Sondheim feiert im Martin Beck Theatre, New York seine Premiere.
- 12. November: Das Frankfurter Opernhaus wird durch Brandstiftung zerstört. Der Wiederaufbau kostet 170 Millionen DM.
- 13. November: In Berlin wird die 5. Sinfonie von Günter Kochan uraufgeführt.
- 12. Dezember: In Frankfurt am Main findet die Uraufführung von Teil 1 und 2 der Europeras von John Cage statt.

### Film und Fernsehen
- 01. August: MTV Europe startet den Sendebetrieb mit dem Video zu Money for Nothing von den Dire Straits.
- 17. August: Der Tanzfilm Dirty Dancing hat in New York City Premiere, im Oktober kommt er in die deutschen Kinos. Der Soundtrack zum Film entwickelt sich zu einem der meistverkauften Musikalben.

## Musikcharts

### Deutschland
| Singles                                                    | Position | Alben                            |
| ---------------------------------------------------------- | -------- | -------------------------------- |
|                                                            |          |                                  |
| Voyage, voyage Desireless                                  | 1        | The Joshua Tree U2               |
| La Isla Bonita Madonna                                     | 2        | Heart over Mind Jennifer Rush    |
| It’s a Sin Pet Shop Boys                                   | 3        | Break Every Rule Tina Turner     |
| You Want Love (Maria, Maria...) Mixed Emotions             | 4        | Whitney Whitney Houston          |
| I Wanna Dance with Somebody (Who Loves Me) Whitney Houston | 5        | Graceland Paul Simon             |
| You’re the Voice John Farnham                              | 6        | Invisible Touch Genesis          |
| Reality Richard Sanderson                                  | 7        | True Blue Madonna                |
| Crockett’s Theme Jan Hammer                                | 8        | Bad Michael Jackson              |
| Stay Bonnie Bianco & Pierre Cosso                          | 9        | Tango in the Night Fleetwood Mac |
| Sweet Sixteen Billy Idol                                   | 10       | Träumen mit Engelbert Engelbert  |

Die längsten Nummer-eins-Singles
Lieder, die die meiste Zeit während eines anderen Jahres auf Platz eins der Charts verbrachten, werden hier nicht aufgeführt.
1. Pet Shop Boys – It’s a Sin; Bee Gees – You Win Again (jeweils 6 Wochen)
2. Richard Sanderson – Reality; Madonna – La Isla Bonita; Desireless – Voyage, voyage; Rick Astley – Whenever You Need Somebody (jeweils 5 Wochen)
3. Pierre Cosso & Bonnie Bianco – Stay (4 Wochen)

Die längsten Nummer-eins-Alben
Alben, die die meiste Zeit während eines anderen Jahres auf Platz eins der Charts verbrachten, werden hier nicht aufgeführt.
1. Whitney Houston – Whitney (11 Wochen)
2. Jennifer Rush – Heart over Mind (9 Wochen)
3. Bee Gees – E.S.P. (8 Wochen)

Alle Nummer-eins-Hits und die Hits des Jahres

### Österreich
| Singles                                                    | Position | Alben                                            |
| ---------------------------------------------------------- | -------- | ------------------------------------------------ |
|                                                            |          |                                                  |
| You Want Love (Maria, Maria...) Mixed Emotions             | 1        | The Joshua Tree U2                               |
| Some Girls Are Ladies Bilgeri                              | 2        | Nuovi eroi Eros Ramazzotti                       |
| Balla… Balla! Francesco Napoli                             | 3        | Break Every Rule Tina Turner                     |
| It’s a Sin Pet Shop Boys                                   | 4        | The Final Countdown Europe                       |
| Keine Sterne in Athen (3-4-5 x in 1 Monat) Stephan Remmler | 5        | Geld oder Leben! Erste Allgemeine Verunsicherung |
| La Isla Bonita Madonna                                     | 6        | Whitney Whitney Houston                          |
| Voyage, voyage Desireless                                  | 7        | Sign o’ the Times Prince                         |
| Sempre, sempre Al Bano & Romina Power                      | 8        | Kein schöner Land Rainhard Fendrich              |
| Hexen Ecco                                                 | 9        | Solitude Standing Suzanne Vega                   |
| Bungalow in Santa Nirgendwo Ibo                            | 10       | Slippery When Wet Bon Jovi                       |

Die längsten Nummer-eins-Singles
Lieder, die die meiste Zeit während eines anderen Jahres auf Platz 1 der Charts verbrachten, werden hier nicht aufgeführt.
1. Mixed Emotions – You Want Love (Maria, Maria...) (11 Wochen)
2. Bilgeri – Some Girls Are Ladies (9 Wochen)
3. Pet Shop Boys – It’s a Sin (7 Wochen)

Die längsten Nummer-eins-Alben
Alben, die die meiste Zeit während eines anderen Jahres auf Platz eins der Charts verbrachten, werden hier nicht aufgeführt.
1. U2 – The Joshua Tree (20 Wochen)
2. Michael Jackson – Bad (7 Wochen)
3. (Soundtrack) – Miami Vice; Erste Allgemeine Verunsicherung – Geld oder Leben!; Whitney Houston – Whitney; Erste Allgemeine Verunsicherung – Liebe, Tod & Teufel (jeweils 4 Wochen)

Alle Nummer-eins-Hits und die Hits des Jahres

### Schweiz
| Singles                                                    | Position | Alben                                                                           |
| ---------------------------------------------------------- | -------- | ------------------------------------------------------------------------------- |
|                                                            |          |                                                                                 |
| Voyage, voyage Desireless                                  | 1        | The Joshua Tree U2                                                              |
| La Isla Bonita Madonna                                     | 2        | Heart over Mind Jennifer Rush                                                   |
| I Wanna Dance with Somebody (Who Loves Me) Whitney Houston | 3        | Graceland Paul Simon                                                            |
| La Bamba Los Lobos                                         | 4        | Slippery When Wet Bon Jovi                                                      |
| It’s a Sin Pet Shop Boys                                   | 5        | Whitney Whitney Houston                                                         |
| Let It Be Ferry Aid                                        | 6        | Sign "☮" the Times Prince                                                       |
| Boys (Summertime Love) Sabrina                             | 7        | Introducing the Hardline According to Terence Trent D’Arby Terence Trent D’Arby |
| Nothing’s Gonna Stop Us Now Starship                       | 8        | Break Every Rule Tina Turner                                                    |
| Nothing’s Gonna Stop Me Now Samantha Fox                   | 9        | The Final Countdown Europe                                                      |
| Who’s That Girl Madonna                                    | 10       | After Here, Through Midland Cock Robin                                          |

Die längsten Nummer-eins-Singles
Lieder, die die meiste Zeit während eines anderen Jahres auf Platz 1 der Charts verbrachten, werden hier nicht aufgeführt.
1. Bee Gees – You Win Again (8 Wochen)
2. Pet Shop Boys – It’s a Sin; Richard Sanderson – Reality; Whitney Houston – I Wanna Dance with Somebody (Who Loves Me) (jeweils 6 Wochen)
3. Mel & Kim – Respectable; Sabrina – Boys (Summertime Love) (jeweils 5 Wochen)

Die längsten Nummer-eins-Alben
Alben, die die meiste Zeit während eines anderen Jahres auf Platz eins der Charts verbrachten, werden hier nicht aufgeführt.
1. Whitney Houston – Whitney (11 Wochen)
2. U2 – The Joshua Tree (7 Wochen)
3. Bee Gees – E.S.P. (6 Wochen)

Alle Nummer-eins-Hits und die Hits des Jahres

### Vereinigtes Königreich
| Singles                                                    | Position | Alben                                                       |
| ---------------------------------------------------------- | -------- | ----------------------------------------------------------- |
|                                                            |          |                                                             |
| Never Gonna Give You Up Rick Astley                        | 1        | Bad Michael Jackson                                         |
| Nothing’s Gonna Stop Us Now Starship                       | 2        | The Joshua Tree U2                                          |
| I Wanna Dance with Somebody (Who Loves Me) Whitney Houston | 3        | Whitney Whitney Houston                                     |
| You Win Again Bee Gees                                     | 4        | Now, That’s What I Call Music 10 (Verschiedene Interpreten) |
| China in Your Hand T’Pau                                   | 5        | Tango in the Night Fleetwood Mac                            |
| Respectable Mel & Kim                                      | 6        | Hits 6 (Verschiedene Interpreten)                           |
| Stand by Me Ben E. King                                    | 7        | Whenever You Need Somebody Rick Astley                      |
| It’s a Sin Pet Shop Boys                                   | 8        | Bridge of Spies T’Pau                                       |
| Pump Up the Volume M\|A\|R\|R\|S                           | 9        | The Phantom of the Opera (Soundtrack)                       |
| Star Trekkin’ The Firm                                     | 10       | Running in the Family Level 42                              |

Die längsten Nummer-eins-Singles
Lieder, die die meiste Zeit während eines anderen Jahres auf Platz 1 der Charts verbrachten, werden hier nicht aufgeführt.
1. Rick Astley – Never Gonna Give You Up; T’Pau – China in Your Hand (jeweils 5 Wochen)
2. Starship – Nothing’s Gonna Stop Us Now; Bee Gees – You Win Again (jeweils 4 Wochen)
3. Jackie Wilson – Reet Petite; Ben E. King – Stand by Me; Ferry Aid – Let It Be; Pet Shop Boys – It’s a Sin; Pet Shop Boys – Always on My Mind (jeweils 3 Wochen)

Die längsten Nummer-eins-Alben
Alben, die die meiste Zeit während eines anderen Jahres auf Platz eins der Charts verbrachten, werden hier nicht aufgeführt.
1. Whitney Houston – Whitney (6 Wochen)
2. (Verschiedene Interpreten) – Now, That’s What I Call Music 9; (Verschiedene Interpreten) – Now, That’s What I Call Music 10; (Verschiedene Interpreten) – Hits 6; Michael Jackson – Bad (jeweils 5 Wochen)
3. Paul Simon – Graceland; (Soundtrack) – The Phantom of the Opera (jeweils 3 Wochen)

Alle Nummer-eins-Hits und die Hits des Jahres

### Vereinigte Staaten
Die längsten Nummer-eins-Singles
Lieder, die die meiste Zeit während eines anderen Jahres auf Platz 1 der Charts verbrachten, werden hier nicht aufgeführt.
1. Bon Jovi – Livin’ on a Prayer (4 Wochen)
2. U2 – With or Without You; Heart – Alone; Los Lobos – La Bamba; George Michael – Faith (jeweils 3 Wochen)

Alle weiteren Lieder waren entweder eine oder zwei Wochen auf Platz 1 gelistet.
Die längsten Nummer-eins-Alben
Alben, die die meiste Zeit während eines anderen Jahres auf Platz eins der Charts verbrachten, werden hier nicht aufgeführt.
1. Whitney Houston – Whitney (11 Wochen)
2. U2 – The Joshua Tree (9 Wochen)
3. Bon Jovi – Slippery When Wet; Beastie Boys – Licensed to Ill (jeweils 7 Wochen)

Alle Nummer-eins-Hits und die Hits des Jahres

### Charts in weiteren Ländern
Siehe auch: Nummer-eins-Hits 1987 in  Australien, Belgien, Dänemark, Deutschland, Finnland, Frankreich, Irland, Italien, Japan, Kanada, Neuseeland, den Niederlanden, Norwegen, Österreich, Schweden, der Schweiz, Spanien, den Vereinigten Staaten und im Vereinigten Königreich.

## Musikpreise und Ehrungen

### Grammy Awards 1987
Single des Jahres (Record of the Year):
- Higher Love von Steve Winwood

Album des Jahres (Album of the Year):
- Graceland von Paul Simon

Song des Jahres (Song of the Year):
- That’s What Friends Are For von Dionne Warwick & Friends (Autoren: Burt Bacharach, Carole Bayer Sager)

Bester neuer Künstler (Best New Artist):
- Bruce Hornsby & The Range

### Oscar 1987

#### Beste Filmmusik
Herbie Hancock – Um Mitternacht (Round Midnight) 
Jerry Goldsmith – Freiwurf (Hoosiers)
James Horner – Aliens – Die Rückkehr (Aliens)
Ennio Morricone – Mission (The Mission)
Leonard Rosenman – Star Trek IV: Zurück in die Gegenwart (Star Trek IV: The Voyage Home)

#### Bester Song
„Take My Breath Away“ aus Top Gun – Sie fürchten weder Tod noch Teufel (Top Gun) – Giorgio Moroder, Tom Whitlock
„Glory of Love“ aus Karate Kid II – Entscheidung in Okinawa (The Karate Kid, Part II) – Peter Cetera, David Foster
„Life in a Looking Glass“ aus That’s Life! So ist das Leben (That's Life!) – Henry Mancini, Henry Mancini
„Mean Green Mother From Outer Space“ aus Der kleine Horrorladen (Little Shop of Horrors) – Howard Ashman, Alan Menken
„Somewhere Out There“ aus Feivel, der Mauswanderer (An American Tail) – James Horner, Barry Mann, Cynthia Weil

#### Bester Ton
Charles Grenzbach, Simon Kaye, Richard D. Rogers, John Wilkinson – Platoon
Rick Alexander, Les Fresholtz, Bill Nelson, Vern Poore – Heartbreak Ridge
Gene S. Cantamessa, David J. Hudson, Mel Metcalfe, Terry Porter – Star Trek IV: Zurück in die Gegenwart (Star Trek IV: The Voyage Home)
Michael A. Carter, Roy Charman, Graham V. Hartstone, Nicolas Le Messurier – Aliens – Die Rückkehr (Aliens)
William B. Kaplan, Rick Kline, Donald O. Mitchell, Kevin O’Connell – Top Gun – Sie fürchten weder Tod noch Teufel (Top Gun)

#### Bester Tonschnitt
Don Sharpe – Aliens – Die Rückkehr (Aliens) 
Mark A. Mangini – Star Trek IV: Zurück in die Gegenwart (Star Trek IV: The Voyage Home)
Cecelia Hall, George Watters II – Top Gun – Sie fürchten weder Tod noch Teufel (Top Gun)

### Musikwettbewerbe
Eurovision Song Contest
1. Johnny Logan: Hold Me Now
2. Wind: Laß die Sonne in dein Herz
3. Umberto Tozzi und Raf: Gente di mare
4. Novi Fosili: Ja sam za ples
5. Marcha: Rechtop in de wind

## Jahresbestenlisten

### Popkultur.de
1. Bon Jovi – Livin’ on a Prayer
2. U2 – With or Without You
3. Whitney Houston – I Wanna Dance with Somebody (Who Loves Me)
4. Starship – Nothing’s Gonna Stop Us Now
5. Bee Gees – You Win Again
6. Pet Shop Boys – It’s a Sin
7. Genesis – In Too Deep
8. George Michael – I Want Your Sex
9. Rick Astley – Never Gonna Give You Up
10. Jürgen von der Lippe – Guten Morgen, liebe Sorgen

## Gründungen und Auflösungen

### Gründungen
- Anúna – irisches Vokalensemble aus Dublin
- Asgard – deutsche Heavy-Metal-Band aus Gießen
- Coffin Break – Hardcore-Punk-Band aus Seattle, Washington
- Consul Crayfish and the Blackouts – deutsche Bluesrock-Band aus Hameln
- Doreen’s Jazz New Orleans – US-amerikanische Jazzband
- Myrna Loy – deutsche Avantgarde-Pop-Band aus Bonn
- Reservoir Music – US-amerikanisches Label mit Sitz in Kingston, New York.
- Sweet Children – US-amerikanische Rockband, 1989 in Green Day umbenannt
- Tambourine – niederländische Popgruppe

### Auflösungen
- Arabella – Schweizer Eurodisco-Formation

## Neuveröffentlichungen (Auswahl)

### Lieder und Kompositionen
| Lied                                | Text                                                                           | Musik                                                                          | Erstinterpret                    | Label                                          | Veröffentlichung   | Genre                          | Album                      | Weitere Informationen |
| ----------------------------------- | ------------------------------------------------------------------------------ | ------------------------------------------------------------------------------ | -------------------------------- | ---------------------------------------------- | ------------------ | ------------------------------ | -------------------------- | --------------------- |
| An der Copacabana                   | Eik Breit, Klaus Eberhartinger, Nino Holm, Günther Schönberger, Thomas Spitzer | Eik Breit, Klaus Eberhartinger, Nino Holm, Günther Schönberger, Thomas Spitzer | Erste Allgemeine Verunsicherung  | EMI Columbia                                   | 26. Oktober 1987   | Austropop, Synthiepop          | Liebe, Tod & Teufel        |                       |
| Compulsion                          | Klive Humberstone, Nigel Humberstone                                           | Klive Humberstone, Nigel Humberstone                                           | In the Nursery                   | Sweatbox Records, Wax Trax! Records            | November 1987      | Martial Industrial, Neoklassik | Köda                       |                       |
| First We Take Manhattan             | Leonard Cohen                                                                  | Leonard Cohen                                                                  | Jennifer Warnes                  | Ariola, Attic Records                          | 1987               | Folk Rock                      | Famous Blue Raincoat       |                       |
| Guten Morgen, liebe Sorgen          | Jürgen Dohrenkamp, Wendelin Haverkamp                                          | Jürgen Dohrenkamp, Wendelin Haverkamp                                          | Jürgen von der Lippe             | Teldec                                         | 5. Juni 1987       | Pop                            | Guten Morgen, liebe Sorgen |                       |
| I maschi                            | Gianna Nannini, Fabio Pianigiani                                               | Gianna Nannini, Fabio Pianigiani                                               | Gianna Nannini                   | Polydor                                        | 29. April 1987     | Italopop                       | Maschi e altri             |                       |
| I Still Believe                     | Antonina Armato, Giuseppe Cantarelli                                           | Antonina Armato, Giuseppe Cantarelli                                           | Brenda K. Starr                  |                                                | 1987               | Contemporary R&B, Pop          | Brenda K. Starr            |                       |
| Islands                             | Mike Oldfield                                                                  | Mike Oldfield                                                                  | Mike Oldfield feat. Bonnie Tyler | Virgin Records                                 | 7. September 1987  | Pop-Rock                       | Islands                    |                       |
| Ich lieb’ Dich überhaupt nicht mehr | Udo Lindenberg                                                                 | Udo Lindenberg                                                                 | Udo Lindenberg                   | Polydor                                        | 1987               | Rock                           | Feuerland                  |                       |
| Love Will Find a Way                | Trevor Rabin                                                                   | Trevor Rabin                                                                   | Yes                              | Atco                                           | 14. September 1987 | Pop, Rock                      | Big Generator              |                       |
| Magic Touch                         | Mike Oldfield                                                                  | Mike Oldfield                                                                  | Mike Oldfield                    | Virgin Records                                 | 7. September 1987  | Pop-Rock                       | Islands                    |                       |
| Once Upon a Long Ago                | Paul McCartney                                                                 | Paul McCartney                                                                 | Paul McCartney                   | Parlophone (UK), Capitol Records (US) / EMI    | 2. November 1987   | Pop                            | All the Best!              |                       |
| This Is Love                        | George Harrison und Jeff Lynne                                                 | George Harrison und Jeff Lynne                                                 | George Harrison                  | Dark Horse Records, Warner Brothers, EMI Group | 9. November 1987   | Pop                            | Cloud Nine                 |                       |
| When We Was Fab                     | George Harrison und Jeff Lynne                                                 | George Harrison und Jeff Lynne                                                 | George Harrison                  | Dark Horse Records, Warner Brothers, EMI Group | 2. November 1987   | Rock                           | Cloud Nine                 |                       |
| Wild Wild West                      | Mohandas DeWese                                                                | Mohandas DeWese                                                                | Kool Moe Dee                     |                                                | 3. November 1987   | Hip-Hop                        | How Ya Like Me Now         |                       |

### Alben
| Album                                         | Interpret                        | Label                                      | Veröffentlichung   | Genre                                              | Weitere Informationen                                                     |
| --------------------------------------------- | -------------------------------- | ------------------------------------------ | ------------------ | -------------------------------------------------- | ------------------------------------------------------------------------- |
| 1987                                          | Whitesnake                       | EMI Group                                  | 7. April 1987      | Hard Rock                                          |                                                                           |
| 1987 (What the Fuck Is Going On?)             | The Justified Ancients of Mu Mu  | The Sound of Mu(sic)                       | Juni 1987          | House, Hip-Hop                                     |                                                                           |
| A Momentary Lapse of Reason                   | Pink Floyd                       | EMI, Columbia Records                      | 7. September 1987  | Rock, Progressive Rock                             |                                                                           |
| Appetite for Destruction                      | Guns N’ Roses                    | Geffen Records                             | 21. Juli 1987      | Hard Rock, Heavy Metal, Glam Metal                 | Debütalbum                                                                |
| Bad                                           | Michael Jackson                  | Epic Records                               | 31. August 1987    | R&B, Pop, Rock, Funk                               |                                                                           |
| Bis zum bitteren Ende                         | Die Toten Hosen                  | Virgin Records                             | 1987               | Punkrock                                           | Livealbum                                                                 |
| Blinder Passagier                             | Rio Reiser                       | Columbia Records                           | 15. September 1987 | Deutschrock                                        |                                                                           |
| Calm Before the Storm                         | Venom                            | Filmtrax                                   | 7. November 1987   | Heavy Metal, Thrash Metal                          |                                                                           |
| Children of Madness                           | Battlezone                       | Powerstation Records                       | 1987               | Heavy Metal                                        |                                                                           |
| Come On Pilgrim                               | Pixies                           | 4AD                                        | 28. September 1987 | Alternative Rock                                   | EP                                                                        |
| Cornelius ’87                                 | Peter Cornelius                  | Ariola                                     | Juni 1987          | Pop                                                |                                                                           |
| Crazy Nights                                  | Kiss                             | Mercury Records                            | 21. September 1987 | Hard Rock, Glam Metal                              |                                                                           |
| Crest of a Knave                              | Jethro Tull                      | Chrysalis Records                          | 11. September 1987 | Progressive Rock, Heavy Metal, Hard Rock           |                                                                           |
| CV                                            | Peter Gabriel                    | Virgin Music Video, Polygram Music Video   | 12. Oktober 1987   | Artrock, Progressive Rock, Pop                     | Kompilation                                                               |
| Diesel and Dust                               | Midnight Oil                     | Columbia Records                           | 2. August 1987     | Alternative Rock, Rockmusik                        |                                                                           |
| Dirty Dancing (Soundtrack)                    | Various Artists                  | RCA Records                                | 21. August 1987    | Pop-Rock, Rock ’n’ Roll, R&B, Softrock, Soul       | Soundtrack zum Film                                                       |
| Document                                      | R.E.M.                           | I.R.S. Records                             | 31. August 1987    | Alternative Rock                                   |                                                                           |
| Dream Evil                                    | Dio                              | Warner Bros.                               | 21. Juli 1987      | Heavy Metal                                        |                                                                           |
| E.S.P.                                        | Bee Gees                         | Warner Bros.                               | 12. September 1987 | Rockmusik, Adult Contemporary                      |                                                                           |
| Faith                                         | George Michael                   | Epic Records                               | 30. Oktober 1987   | Pop, Pop-Rock, R&B, Soul, Adult Contemporary       | Debütalbum                                                                |
| Floodland                                     | The Sisters of Mercy             | Merciful Release, WEA Records              | 13. November 1987  | Gothic Rock, Dark Wave                             |                                                                           |
| Gewitter                                      | Wolfgang Ambros                  | Atom Records                               | September 1987     | Pop-Rock                                           |                                                                           |
| Go On...                                      | Mr. Mister                       | RCA Records                                | 8. September 1987  | Pop-Rock                                           |                                                                           |
| Halfway to Sanity                             | Ramones                          | Sire Records, Chrysalis Records            | 15. September 1987 | Alternative Rock                                   |                                                                           |
| Heart over Mind                               | Jennifer Rush                    | CBS Records                                | 13. Februar 1987   | Pop, Pop-Rock                                      |                                                                           |
| Heaven on Earth                               | Belinda Carlisle                 | MCA                                        | 5. Oktober 1987    | Pop-Rock                                           |                                                                           |
| In All Languages                              | Ornette Coleman                  | Caravan of Dreams, Harmolodic/Verve        | 1987               | Avantgarde-Jazz bzw. Fusionjazz                    | Zwei stilistisch unterschiedliche Formationen spielen dasselbe Repertoire |
| In the Dutch Mountains                        | Nits                             | Columbia Records                           | 30. Oktober 1987   | Pop                                                |                                                                           |
| In the Garden of Venus                        | Modern Talking                   | Hansa Records                              | 30. November 1987  | Synthpop                                           |                                                                           |
| Inside Information                            | Foreigner                        | Atlantic Records                           | 7. Dezember 1987   | Rockmusik                                          |                                                                           |
| Introduce Yourself                            | Faith No More                    | Slash Records                              | April 1987         | Alternative Metal, Alternative Rock, Funk Metal    |                                                                           |
| Irène Schweizer & Louis Moholo                | Irène Schweizer und Louis Moholo | Intakt Records                             | 1987               | Jazz, Neue Improvisationsmusik                     |                                                                           |
| Islands                                       | Mike Oldfield                    | Virgin Records                             | 28. September 1987 | Progressive Rock, Pop, Rockmusik                   |                                                                           |
| Ist das alles?                                | Die Ärzte                        | CBS Schallplatten GmbH                     | 25. September 1987 | Punkrock                                           | Kompilation                                                               |
| Kiss Me Kiss Me Kiss Me                       | The Cure                         | Fiction Records, Elektra Records           | 25. Mai 1987       | Alternative Rock, Gothic Rock, New Wave, Post-Punk |                                                                           |
| Music for the Masses                          | Depeche Mode                     | Mute Records                               | 28. September 1987 | Synthiepop, Industrial, New Wave                   |                                                                           |
| Music from Siesta                             | Miles Davis & Marcus Miller      | Warner Bros.                               | 1987               | Jazz                                               | Soundtrack                                                                |
| Never Let Me Down                             | David Bowie                      | EMI America Records                        | 20. April 1987     | Pop-Rock, Artrock, Hard Rock                       |                                                                           |
| Never Mind The Hosen – Here’s Die Roten Rosen | Die Toten Hosen                  | Virgin Records                             | 13. Juli 1987      | Punkrock                                           |                                                                           |
| No Protection                                 | Starship                         | Grunt Records, RCA Records                 | 27. Juli 1987      | Adult Oriented Rock, Pop-Rock                      |                                                                           |
| Onkelz wie wir...                             | Böhse Onkelz                     | Metal Enterprises                          | August 1987        | Hard Rock                                          |                                                                           |
| Paid in Full                                  | Eric B. & Rakim                  | Zakia/4th & Broadway                       | 7. Juli 1987       | Eastcoast-Hip-Hop                                  |                                                                           |
| Persecution Mania                             | Sodom                            | Steamhammer/SPV                            | 1. Dezember 1987   | Thrash Metal                                       |                                                                           |
| Pleasures of the Flesh                        | Exodus                           | Combat Records                             | 7. Oktober 1987    | Thrash Metal                                       |                                                                           |
| Pop Goes the World                            | Men Without Hats                 | Mercury Records                            | 29. Juni 1987      | New Wave, Synthiepop                               |                                                                           |
| Raise Your Fist and Yell                      | Alice Cooper                     | MCA Records                                | 5. September 1987  | Hard Rock, Heavy Metal                             |                                                                           |
| Reflections in Blue                           | Sun Ra                           | Black Saint                                | 1987               | Jazz                                               |                                                                           |
| Rock ’n’ Roll                                 | Motörhead                        | GWR Records                                | 5. September 1987  | Heavy Metal                                        |                                                                           |
| Romantic Warriors                             | Modern Talking                   | Hansa Records                              | 8. Juni 1987       | Synthpop                                           |                                                                           |
| Savage                                        | Eurythmics                       | RCA Records                                | 9. November 1987   | Synthiepop, Euro Disco, Pop                        |                                                                           |
| Schizophrenia                                 | Sepultura                        | Cogumelo Records, Roadrunner Records       | 30. Oktober 1987   | Thrash Metal, Death Metal                          |                                                                           |
| Scream Bloody Gore                            | Death                            | Combat Records                             | 25. Mai 1987       | Death Metal                                        |                                                                           |
| Scum                                          | Napalm Death                     | Earache Records                            | 1. Juli 1987       | Grindcore                                          | Debütalbum                                                                |
| Sign o’ the Times                             | Prince                           | Warner Bros. Records, Paisley Park Records | 30. März 1987      | R&B, Dance, Funk, Jazz, Pop, Rock, Soul            |                                                                           |
| Solitude Standing                             | Suzanne Vega                     | A&M Records                                | 1. April 1987      | New Wave, Folk-Rock                                |                                                                           |
| Spillane                                      | John Zorn                        | Elektra Nonesuch, Tzadik                   | 1987               | Avantgarde Jazz, Fusion, Noise                     |                                                                           |
| Substance 1987                                | New Order                        | Factory Records                            | 17. August 1987    | Synthiepop, Post-Punk, Elektronische Tanzmusik     | Kompilation                                                               |
| Tango in the Night                            | Fleetwood Mac                    | Warner Bros.                               | 13. April 1987     | Rock                                               |                                                                           |
| Ten on One (The Singles)                      | Sandra                           | Virgin Records                             | 5. Oktober 1987    | Pop                                                | Kompilation                                                               |
| Terrible Certainty                            | Kreator                          | Noise Records                              | 22. September 1987 | Thrash Metal                                       |                                                                           |
| The $5.98 E.P. - Garage Days Re-Revisited     | Metallica                        | Elektra Records                            | 21. August 1987    | Thrash Metal                                       | EP                                                                        |
| The Eternal Idol                              | Black Sabbath                    | Vertigo                                    | 1. November 1987   | Heavy Metal                                        |                                                                           |
| The First Chapter                             | The Mission                      | Mercury Records                            | Juni 1987          | Gothic Rock                                        | Kompilation                                                               |
| The House of Blue Light                       | Deep Purple                      | Polydor                                    | 16. Januar 1987    | Hard Rock, Heavy Metal                             |                                                                           |
| The Joshua Tree                               | U2                               | Island Records                             | 9. März 1987       | Rock                                               |                                                                           |
| The Lion and the Cobra                        | Sinéad O’Connor                  | Chrysalis Records                          | 5. Oktober 1987    | Alternative Rock, Rock, Pop                        | Debütalbum                                                                |
| The Uplift Mofo Party Plan                    | Red Hot Chili Peppers            | EMI, Manhattan Records                     | 29. September 1987 | Funk Rock, Crossover                               |                                                                           |
| Tribute                                       | Ozzy Osbourne                    | Columbia Records, Epic Records             | 19. März 1987      | Heavy Metal, Hard Rock                             | Livealbum                                                                 |
| Tunnel of Love                                | Bruce Springsteen                | Columbia Records                           | 9. Oktober 1987    | Heartland Rock, AOR, Pop-Rock                      |                                                                           |
| Unchain My Heart                              | Joe Cocker                       | Capitol Records                            | 9. Oktober 1987    | Rock, Soul                                         |                                                                           |
| Walking on a Rainbow                          | Blue System                      | Hansa Records                              | 2. November 1987   | Pop, Euro Disco                                    |                                                                           |
| Westernhagen                                  | Marius Müller-Westernhagen       | WEA Records                                | 25. September 1987 | Pop, Deutschrock                                   |                                                                           |
| Wetton/Manzanera                              | John Wetton                      | Geffen Records                             | 1987               | Pop Rock, Art Rock, Progressive Rock               |                                                                           |
| Whitney                                       | Whitney Houston                  | Arista Records                             | 18. September 1987 | Pop, Contemporary R&B                              |                                                                           |
| Who’s That Girl                               | Madonna                          | Warner Bros.                               | 21. Juli 1987      | Pop                                                | Soundtrack zum Film                                                       |
| Wild Frontier                                 | Gary Moore                       | Virgin Records                             | 9. März 1987       | Hard Rock                                          |                                                                           |
| Wonderful Life                                | Black                            | A&M Records                                | 18. September 1987 | Pop-Rock, New Wave                                 | Debütalbum                                                                |
| X-Cerpts: Live at Willisau                    | Herb Robertson                   | JMT                                        | 1987               | Jazz                                               |                                                                           |
| You Can Dance                                 | Madonna                          | Sire Records, Warner Bros.                 | 17. November 1987  | Pop                                                | Remixalbum                                                                |

## Geboren

### Januar
- 01. Januar: Sotiria, deutsche Sängerin
- 07. Januar: Teemu Mäntysaari, finnischer Gitarrist
- 07. Januar: Sirusho, armenische Popsängerin
- 08. Januar: Cynthia Erivo, britische Schauspielerin und Sängerin

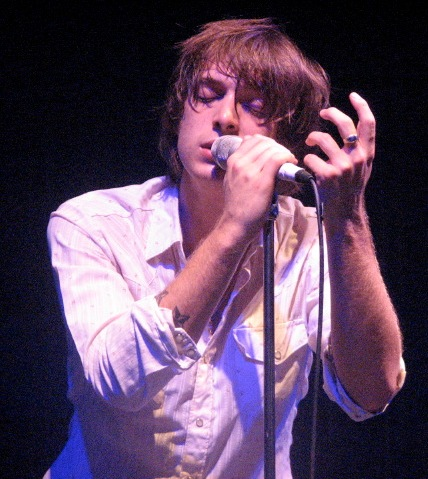
Paolo Nutini; * 9. Januar

- 09. Januar: Paolo Nutini, schottischer Sänger und Liedermacher
- 09. Januar: Christoph Utzinger, Schweizer Jazzmusiker und Tontechniker
- 11. Januar: Jonas Ruther, Schweizer Jazzmusiker
- 18. Januar: Stefan Filipović, montenegrinischer Sänger
- 23. Januar: Carol Schuler, Schweizer Schauspielerin und Sängerin
- 23. Januar: Bram Stadhouders, niederländischer Jazz- und Improvisationsmusiker
- 25. Januar: Jin Pureum, südkoreanische Jazzmusikerin
- 26. Januar: Olson, deutscher Rapper
- 29. Januar: Le-Thanh Ho, deutsche Musikerin und Schauspielerin

### Februar
- 03. Februar: Ilia Belorukov, russischer Improvisationsmusiker (Saxophon, Synthesizer, Objekte)
- 05. Februar: Darren Criss, US-amerikanischer Schauspieler, Sänger und Songwriter
- 05. Februar: Aigerim Seilova, kasachische Komponistin
- 06. Februar: Paul Bedal, US-amerikanischer Jazzmusiker (Piano)
- 06. Februar: Martina Lechner, österreichische Musicaldarstellerin und Podcastproducerin
- 06. Februar: Joseph Walker, US-amerikanischer Schauspieler und Musicaldarsteller
- 10. Februar: Poli Genowa, bulgarische Sängerin, Moderatorin und Schauspielerin
- 10. Februar: Yuja Wang, chinesische Pianistin
- 13. Februar: Malin Wättring, schwedische Jazzmusikerin
- 14. Februar: Julija Stanislawowna Sawitschewa, russische Popsängerin
- 17. Februar: Paul Lorenz, sowjetisch-russisch-deutscher Tanzsportler und Tanzsporttrainer
- 21. Februar: Techy Fatule, dominikanische Sängerin, Komponistin und Schauspielerin
- 22. Februar: Gringo Bamba, deutscher Rapper
- 23. Februar: Ab-Soul, US-amerikanischer Rapper
- 23. Februar: Theophilus London, US-amerikanischer Rapper und Produzent
- 26. Februar: Aarif Rahman, hongkong-chinesischer Schauspieler und Sänger
- 26. Februar: Andrea Šušnjara, kroatische Popsängerin
- 29. Februar: Gökhan Doğanay, türkischer Musiker

### März

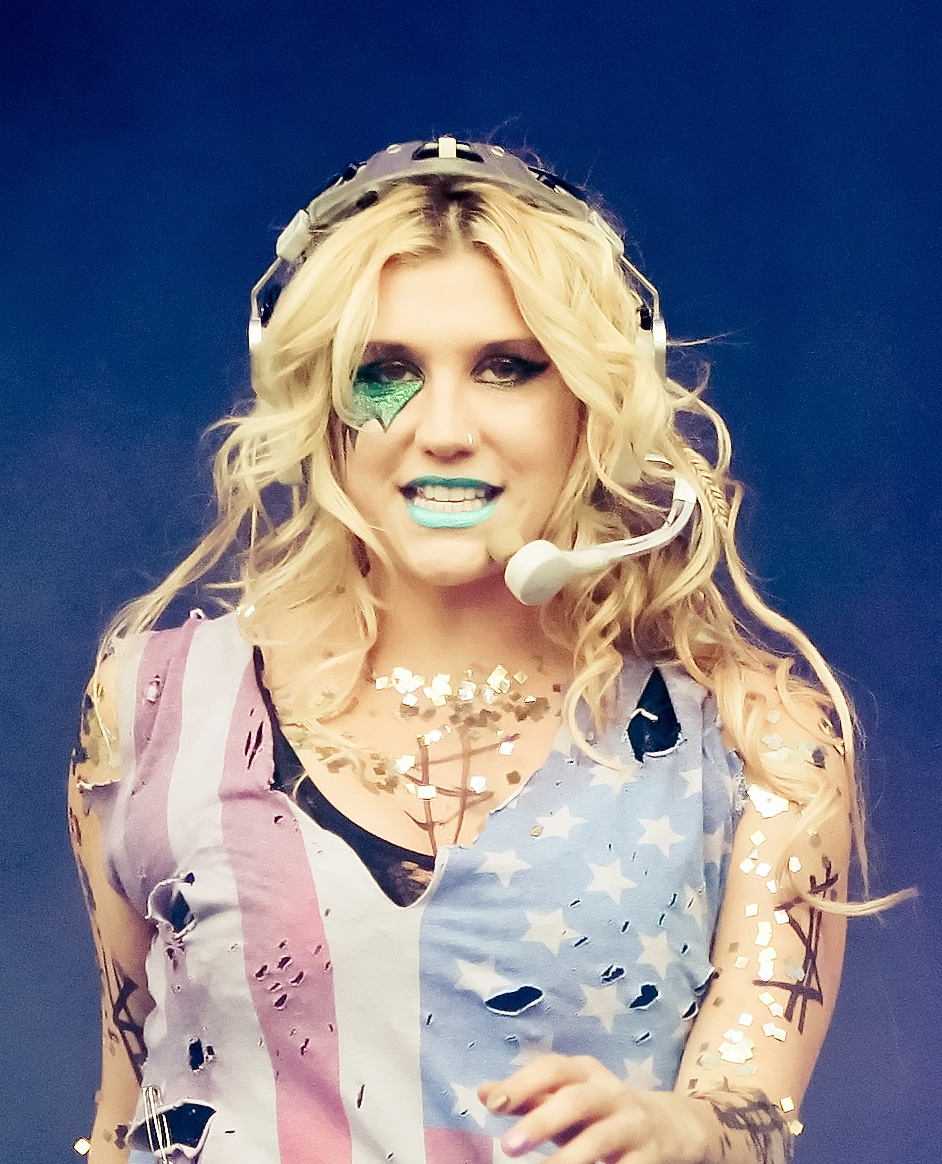
Kesha Rose Sebert; * 1. März

- 01. März: Kesha, US-amerikanische Sängerin, Rapperin und Songwriterin
- 02. März: Bence Vas, ungarischer Jazzmusiker
- 03. März: Elnur Hüseynov, aserbaidschanischer Sänger
- 03. März: Muniba Mazari, pakistanische Motivationsrednerin und Künstlerin
- 03. März: Kasia Moś, polnische Sängerin
- 05. März: Marie-Elisabeth Hecker, deutsche Cellistin
- 07. März: Eleni Foureira, griechische Sängerin
- 08. März: Bianca Atzei, italienische Popsängerin
- 09. März: Bow Wow, US-amerikanischer Rapper und Schauspieler
- 10. März: Igor Levit, deutscher Pianist
- 13. März: Tina Keserović, kroatische Schauspielerin und Sängerin
- 15. März: Martin Haeuserer, österreichischer Liedermacher und Gitarrist
- 17. März: Josh Gilbert, US-amerikanischer Bassist
- 19. März: Kathrin Geißler, deutsche Popsängerin (Banaroo)
- 21. März: Soso Maness, französischer Rapper
- 23. März: Ktee, österreichische Sängerin und Songwriterin
- 27. März: Polina Sergejewna Gagarina, russische Sängerin
- 28. März: Vaidas Baumila, litauischer Sänger

### April
- 02. April: Molly Smitten-Downes, britische Sängerin
- 03. April: Jan Büttner, deutscher Sänger, Gitarrist und Songwriter
- 03. April: Melody Prochet, französische Indie-Musikerin
- 04. April: Steff la Cheffe, Schweizer Rapperin und Beatboxerin

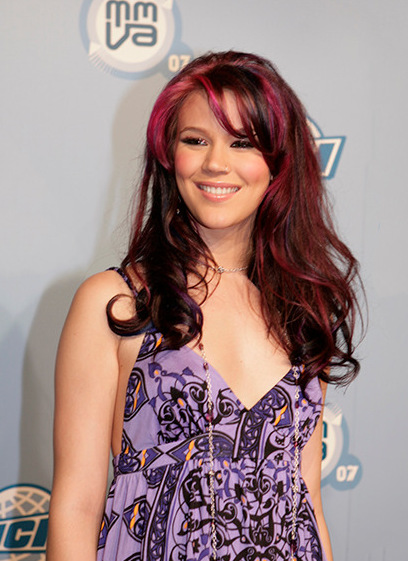
Joss Stone; * 11. April

- 11. April: Joss Stone, britische Soulsängerin
- 12. April: Brendon Urie, Sänger (Panic! at the Disco)
- 14. April: Nicolò Ricci, italienischer Jazzmusiker
- 17. April: Jacqueline MacInnes Wood, kanadische Schauspielerin, Sängerin und Model
- 18. April: Sandra Lyng, norwegische Sängerin
- 19. April: Daniel Schuhmacher, deutscher Musiker
- 20. April: John Patrick Amedori, US-amerikanischer Schauspieler und Rockmusiker
- 20. April: Anna Rossinelli, Schweizer Singer-Songwriterin und Schauspielerin
- 21. April: Anastassija Prychodko, ukrainische Sängerin von Pop-, Folk- und Folk-Rockmusik
- 23. April: Ekaterina Leonova, russische Tänzerin (Standard- und lateinamerikanische Tänze)
- 23. April: Boaz Mauda, israelischer Sänger
- 25. April: Arijit Singh, indischer Musiker
- 28. April: Robin Schulz, deutscher DJ und Produzent
- 28. April: Frank Ziegler, deutscher Schauspieler und Sänger
- 29. April: Alicia Morton, US-amerikanische Film- und Theaterschauspielerin, Sängerin und Tänzerin

### Mai
- 01. Mai: Drew Fulk, US-amerikanischer Musikproduzent und Songwriter
- 02. Mai: Saara Aalto, finnische Sängerin und Synchronsprecherin
- 02. Mai: Adrian Gaspar, rumänisch-österreichischer Jazz-Pianist und Komponist
- 04. Mai: Anjeza Shahini, albanische Pop-Sängerin
- 05. Mai: Marija Šestić, bosnische Sängerin
- 06. Mai: Meek Mill, US-amerikanischer Rapper
- 07. Mai: Heida Mobeck, norwegische Jazz- und Improvisationsmusikerin (Tuba, Komposition) und Designerin
- 08. Mai: Dennis Adu, ukrainischer Jazzmusiker (Trompete, Komposition)
- 08. Mai: Vadim Garbuzov, kanadisch-österreichischer Tänzer ukrainischer Herkunft
- 13. Mai: Candice Accola, US-amerikanische Schauspielerin und Musikerin
- 13. Mai: Maya Fadeeva, russisch-deutsche Jazz-Sängerin
- 14. Mai: Joseph Attieh, libanesischer Sänger
- 14. Mai: Twinnie-Lee Moore, britische Sängerin und Schauspielerin
- 16. Mai: Can Bonomo, türkischer Sänger
- 16. Mai: Sonal Chauhan, indische Filmschauspielerin, Sängerin und Model
- 17. Mai: Ott Lepland, estnischer Sänger
- 18. Mai: Christoph Apfelbeck, österreichischer Musicaldarsteller
- 18. Mai: Luisana Lopilato, argentinische Schauspielerin, Sängerin und Model
- 20. Mai: Ingrid Helene Håvik, norwegische Sängerin
- 22. Mai: Linda Hesse, deutsche Sängerin
- 24. Mai: Pawel Ljubomudrow, belarussischer Dirigent
- 26. Mai: Tooji, norwegischer Fernsehmoderator, Sänger und Komponist

### Juni
- 02. Juni: Maria-Elisabeth Lott, deutsche Violinistin
- 02. Juni: Darin Zanyar, schwedischer Pop-Sänger
- 06. Juni: Marianne Neumann, deutsche Sängerin, Songwriterin und Hörfunkmoderatorin
- 08. Juni: Benny Cristo, tschechischer Sänger, Songwriter, Schauspieler und Jiu-Jitsu-Kämpfer
- 11. Juni: Didrik Solli-Tangen, norwegischer Opern- und Popsänger und Moderator
- 17. Juni: Anžej Dežan, slowenischer Popsänger
- 17. Juni: Kendrick Lamar, US-amerikanischer Rapper
- 17. Juni: Katrin Schweiger, deutsche Komponistin, Sängerin, Dirigentin, Musikproduzentin, Texterin und Musikpädagogin
- 18. Juni: Arbok 48, deutscher Rapper

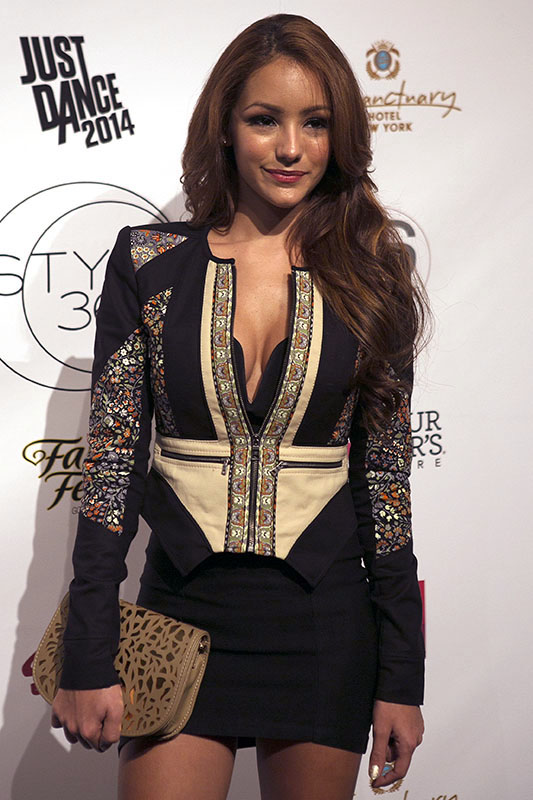
Melanie Iglesias; * 18. Juni

- 18. Juni: Melanie Iglesias, amerikanische Schauspielerin, Model und Sängerin
- 21. Juni: Khatia Buniatishvili, georgisch-französische Pianistin
- 22. Juni: Michael Loth, Spieleautor, Illustrator und Musiker
- 22. Juni: Visa Vie, deutsche Moderatorin und Rapperin
- 23. Juni: Grigore Gherman, rumänischer Folkloresänger und TV-Moderator
- 26. Juni: Benjamin Helstad, norwegischer Schauspieler und Musiker
- 30. Juni: Aleksander With, norwegischer Sänger

### Juli
- 06. Juli: Sophie Auster, US-amerikanische Sängerin und Schauspielerin
- 09. Juli: Niro, französischer Rapper
- 10. Juli: Julia Keiling, deutsche Schauspielerin und Musikerin
- 13. Juli: Eva Rivas, russisch-armenische Sängerin
- 16. Juli: NNOC, deutscher Rapper und Schauspieler
- 20. Juli: Riky Rick, südafrikanischer Rapper, Sänger und Songwriter († 2022)
- 25. Juli: Gor Sudschjan, armenischer Rocksänger
- 26. Juli: 03 Greedo, US-amerikanischer Rapper, Sänger, Songwriter und Produzent
- 26. Juli: Evelina Sašenko, polnisch-litauische Jazz- und Popsängerin
- 28. Juli: Sewak Chanaghjan, armenischer Sänger
- 28. Juli: Lily Maisky, französische Pianistin
- 29. Juli: Viktor Prášil, tschechischer Toningenieur
- 30. Juli: Jlin, US-amerikanische Komponistin und Produzentin von elektronischen Musik

### August
- 04. August: Jon Lilygreen, walisischer Sänger und Gitarrist
- 11. August: Simon Spiess, Schweizer Jazzmusiker (Saxophon, Komposition)
- 16. August: Mousa Animus, deutscher Rapper
- 19. August: Marlon Knauer, deutscher Sänger
- 20. August: Kristína Peláková, slowakische Sängerin

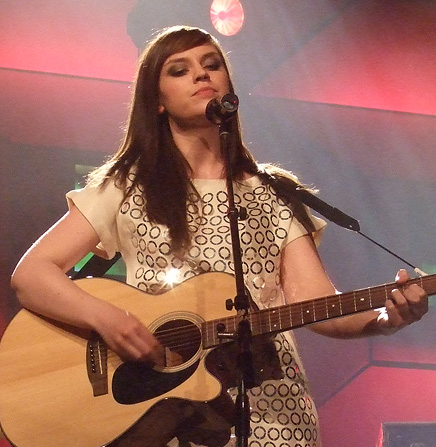
Amy Macdonald; * 25. August

- 25. August: Amy Macdonald, schottische Sängerin und Songschreiberin
- 25. August: La Zarra, kanadische Sängerin

### September
- 02. September: Rachael Gunn, australische Kulturanthropologin und Breakdancerin
- 05. September: Feder, französischer Deep-House-DJ und -Produzent
- 06. September: Sergey Kim, österreichischer Komponist kasachischer Herkunft
- 07. September: Aurea, portugiesische Soul-/Pop-Sängerin und Songwriterin
- 09. September: Afrojack, niederländischer House-DJ
- 09. September: Gökhan Keser, türkischer Schauspieler, Model und Sänger
- 09. September: Ingi Bjarni Skúlason, isländischer Jazzmusiker (Piano, Komposition)
- 09. September: Milan Stanković, serbischer Sänger
- 10. September: Thandi Ntuli, südafrikanische Jazzmusikerin
- 11. September: Waio, brasilianischer DJ und Musikproduzent
- 20. September: Merve Daşdemir, türkischer Sänger, Komponist und Fernsehproduzent
- 20. September: Robert Hankers, deutscher Musiker und Schauspieler
- 21. September: Amir Tataloo, iranischer Sänger, Rapper und Songwriter
- 23. September: Daniel Sommer, dänischer Jazzmusiker (Schlagzeug, Komposition)
- 28. September: Hilary Duff, US-amerikanische Schauspielerin und Sängerin
- 28. September: Christopher Haritzer, österreichischer Jazz- und Volksmusiker
- 30. September: Aida Garifullina, russische Opernsängerin
- 30. September: Steve Terreberry, kanadischer Webvideoproduzent, Metal-Musiker und Komiker

### Oktober
- 01. Oktober: Magdalena Adugna, äthiopisch-deutsche Filmemacherin und Musikerin
- 02. Oktober: Dia Frampton, US-amerikanische Singer-Songwriterin
- 03. Oktober: Starley Hope, australische Popmusikerin
- 07. Oktober: Lauren Mayberry, schottische Sängerin, Musikerin und Songwriterin
- 08. Oktober: Andreas Brantelid, schwedisch-dänischer Cellist
- 08. Oktober: Aya Hirano, japanische Synchronsprecherin (Seiyū) und J-Pop-Sängerin
- 14. Oktober: Aude Legastelois, französische Schauspielerin und Sängerin
- 18. Oktober: Zac Efron, US-amerikanischer Schauspieler und Sänger
- 19. Oktober: Dot Rotten, britischer Rapper
- 22. Oktober: Donny Montell, litauischer Popsänger
- 23. Oktober: Toms Rudzinskis, lettischer Jazzmusiker (Saxophon, Komposition)
- 24. Oktober: David Merkl, deutscher Toningenieur, Sound Designer und Musikproduzent
- 27. Oktober: Thelma Aoyama, japanische Pop- und R&B-Sängerin

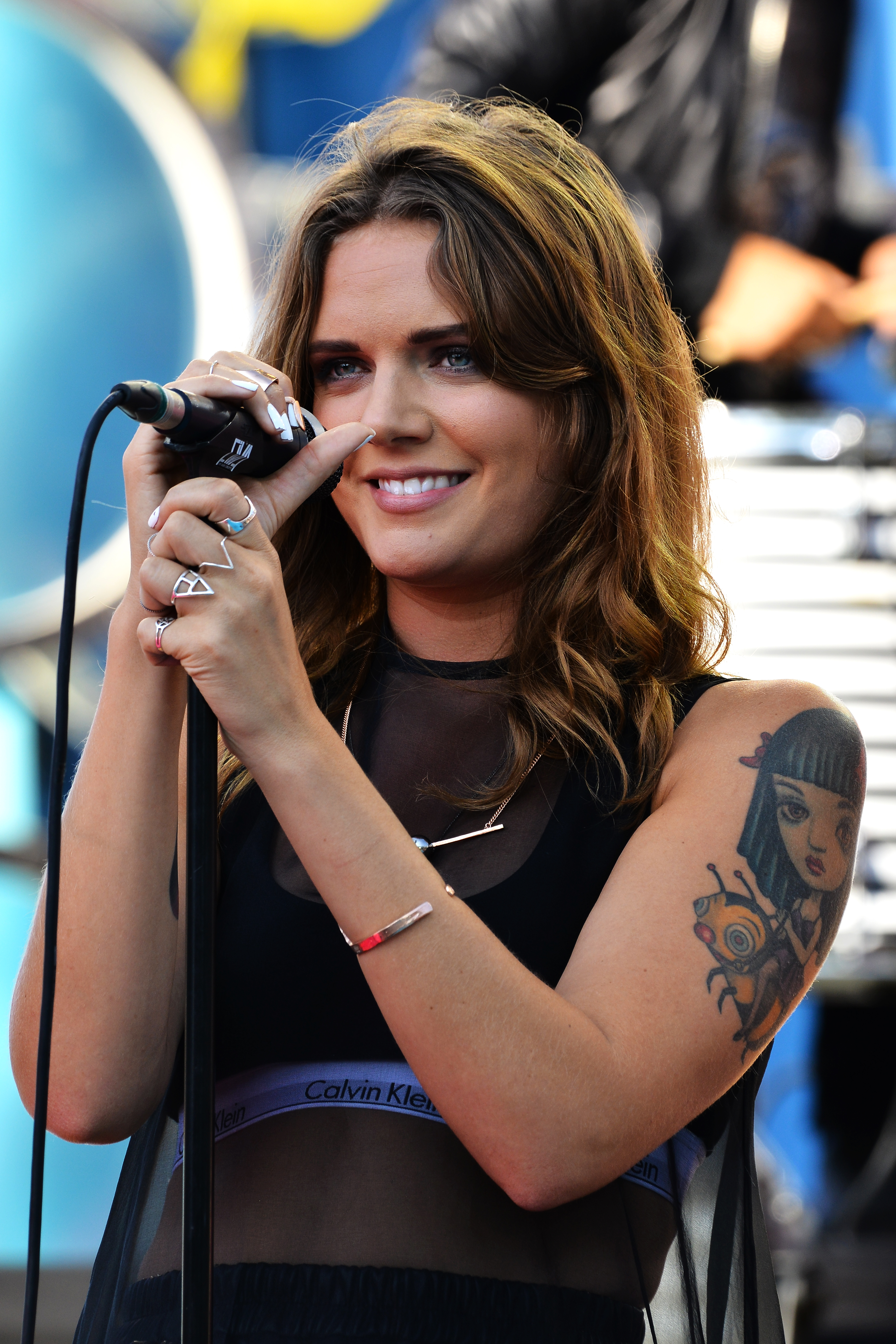
Tove Lo; * 29. Oktober

- 29. Oktober: Tove Lo, schwedische Popmusikerin

### November
- 04. November: Lukas Gernet, Schweizer Jazz- und Volksmusiker (Piano, Komposition)
- 07. November: Rachele Brooke Smith, US-amerikanische Schauspielerin und Tänzerin
- 09. November: Zahara, südafrikanische Singer-Songwriterin († 2023)
- 10. November: Mami Nagata, japanische Organistin
- 12. November: Georgina Leahy, britische Schauspielerin, Musikerin, Synchronsprecherin und Model
- 17. November: Kat DeLuna, US-amerikanische R&B- und Dancehall-Sängerin
- 24. November: Hristijan Spirovski, mazedonisch-australischer Pianist und Popsänger

### Dezember
- 02. Dezember: Mari-Leen Kaselaan, estnische Popsängerin
- 03. Dezember: Eric Barone, US-amerikanischer Videospielentwickler, Game Designer, Künstler und Musiker
- 03. Dezember: Erik Grönwall, schwedischer Rocksänger
- 04. Dezember: Márton Juhász, ungarischer Jazzmusiker
- 05. Dezember: Andreas Odbjerg, dänischer Pop-Rock-Sänger

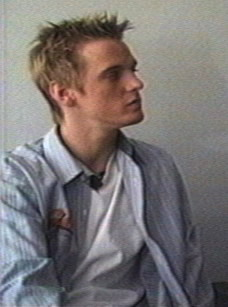
Aaron Carter; * 7. Dezember

- 07. Dezember: Aaron Carter, US-amerikanischer Sänger († 2022)
- 11. Dezember: Natalia Gordienko, moldauische Popsängerin
- 11. Dezember: Tornike Kipiani, georgischer Sänger
- 13. Dezember: Mark Yee, US-amerikanischer Cellist
- 22. Dezember: Lisa Andreas, englisch-zypriotische Sängerin
- 26. Dezember: Carolina Eyck, deutsche Thereminspielerin

### Genaues Geburtsdatum unbekannt
- Astroboter, deutscher Musiker und Produzent
- Daniel Auner, österreichischer Geiger
- Bonnie Banane, französische Sängerin
- Artem Bemba, ukrainischer Musiker (Schlagzeug, Gitarre)
- J. R. Bohannon, US-amerikanischer Musiker (Gitarre)
- Semjon Bulinsky, deutsch-schweizerischer Opern- und Operettensänger
- Timo Böcking, deutscher Musiker und Professor für Popularmusik
- Conny, deutscher Rapper
- Sarah Davachi, kanadische Interpretin und Komponistin elektroakustischer und minimalistischer Musik
- Dalia Donadio, Schweizer Jazz- und Weltmusikerin
- Markus Ehrlich, deutscher Jazzmusiker (Saxophon, Klarinette, Flöte, Komposition)
- EnteTainment, deutscher Rapper († 2025)
- Zacharias Falkenberg, deutscher Komponist, Dirigent und Musiker
- Eléonore Fourniau, französische Sängerin, Musikerin und Mitglied des Trios Samaïa
- Onno Govaert, niederländischer Jazz- und Improvisationsmusiker
- Benedikt Haag, deutscher Chorleiter und Hochschullehrer
- Elly Hoyt, australische Jazzsängerin
- Nicolás Isasi, argentinischer Filmemacher, Opernregisseur, Drehbuchautor, Autor und Hochschullehrer
- Ingrid Jasmin, norwegische Sängerin
- Kayije Kagame, Schweizer Künstlerin und Schauspielerin
- Masayu Kimoto, japanischer Balletttänzer
- Maximiliano Kirszner, argentinischer Jazzmusiker (Kontrabass, Komposition)
- Anja Lauvdal, norwegische Jazz- und Improvisationsmusikerin (Klavier, Keyboard, Komposition)
- Awir Leon, französischer Musiker und Tänzer
- Mira Mann, deutsche Autorin und Musikerin
- Maryon, monegassische Sängerin
- Hermon Mehari, US-amerikanischer Jazzmusiker
- Yara Mekawei, ägyptische Klangkünstlerin und Komponistin
- Camila Nebbia, argentinische Jazz- und Improvisationsmusikerin (Saxophon, Komposition)
- Lada Obradović, kroatische Jazzmusikerin (Schlagzeug, Komposition)
- Nodoka Okisawa, japanische Dirigentin
- Nir Sabag, israelischer Jazzmusiker (Schlagzeug)
- Johannes Schmitz, deutscher Jazz- und Fusionmusiker
- Niko Seibold, deutscher Jazzmusiker (Saxophone, Bassklarinette, Komposition)
- Aida Shirazi, iranische Komponistin
- Patrick Shiroishi, US-amerikanischer Improvisationsmusiker
- Richard Siedhoff, deutscher Pianist und Komponist
- Mark Coles Smith, australischer Aborigine-Schauspieler, Sounddesigner, Tontechniker, Autor und Komponist
- Tami T, schwedische Person im Musikgeschäft
- Lurdiana Tejas, brasilianische Bauchtänzerin, Tanzpädagogin und Influencerin
- Jenny Thiele, deutsche Independentsängerin, Produzentin, Theaterschauspielerin
- Conni Trieder, deutsche Jazzmusikerin (Flöten, Komposition)
- Whiteno1se, israelischer Psytrance-DJ und Musikproduzent
- Nicolas Wolf, Schweizer Jazz- und Improvisationsmusiker
- Tobias Zeitz, deutscher Theater- und Filmschauspieler und Sänger

### Geboren um 1987
- Tjaša Fabjančič, slowenische Jazzmusikerin (Gesang, Komposition)
- Oliver Pellet, brasilianischer Jazzmusiker (Gitarre, Komposition)
- Rotem Sivan, israelischer Jazzmusiker (Gitarre, Komposition)

## Gestorben

### Januar
- 03. Januar: Alex Campbell, schottischer Folksänger (* 1925)
- 03. Januar: Konstantin Arsenjewitsch Simeonow, sowjetisch-ukrainischer Dirigent (* 1910)
- 04. Januar: Rocky, der Irokese, deutscher Rocker und Rockmusiker (* 1926)
- 06. Januar: Domingo Santa Cruz Wilson, chilenischer Komponist und Musikpädagoge (* 1899)
- 07. Januar: Marion Blackwell, US-amerikanische Dominikanerschwester, Komponistin und Musikpädagogin (* 1887)
- 07. Januar: Rusty Wellington, kanadischer Country- und Rockabilly-Musiker (* 1925)
- 10. Januar: Robert Brojer, österreichischer Gitarrist, Pädagoge und Komponist (* 1919)
- 10. Januar: Marion Hutton, US-amerikanische Sängerin und Schauspielerin (* 1919)
- 11. Januar: Anita Palmero, spanisch-argentinische Tangosängerin und Schauspielerin (* 1902)
- 13. Januar: Paul Pendarvis, US-amerikanischer Violinist und Bigband-Leader (* 1907)
- 14. Januar: Alton Purnell, US-amerikanischer Jazzpianist (* 1911)
- 14. Januar: Rauli Somerjoki, finnischer Rockmusiker und Sänger (* 1947)
- 15. Januar: Harald Bode, deutscher Pionier in der Entwicklung el. Musikinstrumente (* 1909)
- 15. Januar: Ray Bolger, US-amerikanischer Schauspieler, Sänger und Tänzer (* 1904)
- 16. Januar: D. Sharpe, US-amerikanischer Schlagzeuger und Marimbaspieler (* 1947)
- 19. Januar: Fred Lohse, deutscher Komponist und Musikpädagoge (* 1908)
- 20. Januar: David Ouchterlony, kanadischer Organist, Musikpädagoge und Komponist (* 1914)
- 21. Januar: Gustav Lotterer, deutscher Komponist, Arrangeur und Dirigent (* 1906)
- 23. Januar: John Coveart, kanadischer Pianist und Musikpädagoge (* 1924)
- 23. Januar: Gregor Strniša, slowenischer Lyriker, Dramatiker und Songwriter (* 1930)
- 25. Januar: Harry Dial, US-amerikanischer Jazzschlagzeuger (Perkussion, Vibraphon, Gesang, Komposition) und Bandleader (* 1907)
- 25. Januar: Emil Hlobil, böhmisch-tschechischer Komponist und Musikpädagoge (* 1901)
- 26. Januar: Charles Wolcott, US-amerikanischer Musikdirektor, Komponist und Filmkomponist (* 1906)
- 29. Januar: Ivo Lhotka-Kalinski, jugoslawischer Komponist (* 1913)
- 29. Januar: Hiroaki Zakōji, japanischer Komponist und Pianist (* 1958)
- 30. Januar: Héctor Varela, argentinischer Musiker (* 1914)
- 31. Januar: Boris Blinder, US-amerikanischer Cellist (* 1898)

### Februar
- 02. Februar: Spike Hughes, britischer Jazzmusiker (Arrangeur, Bandleader, Bassist), Komponist, Journalist und Schriftsteller (* 1908)
- 02. Februar: Alfred Lion, US-amerikanischer Schallplattenproduzent (* 1908)
- 03. Februar: Remo Rau, Schweizer Kaufmann, Komponist und Jazzmusiker (Piano, Vibraphon) (* 1927)

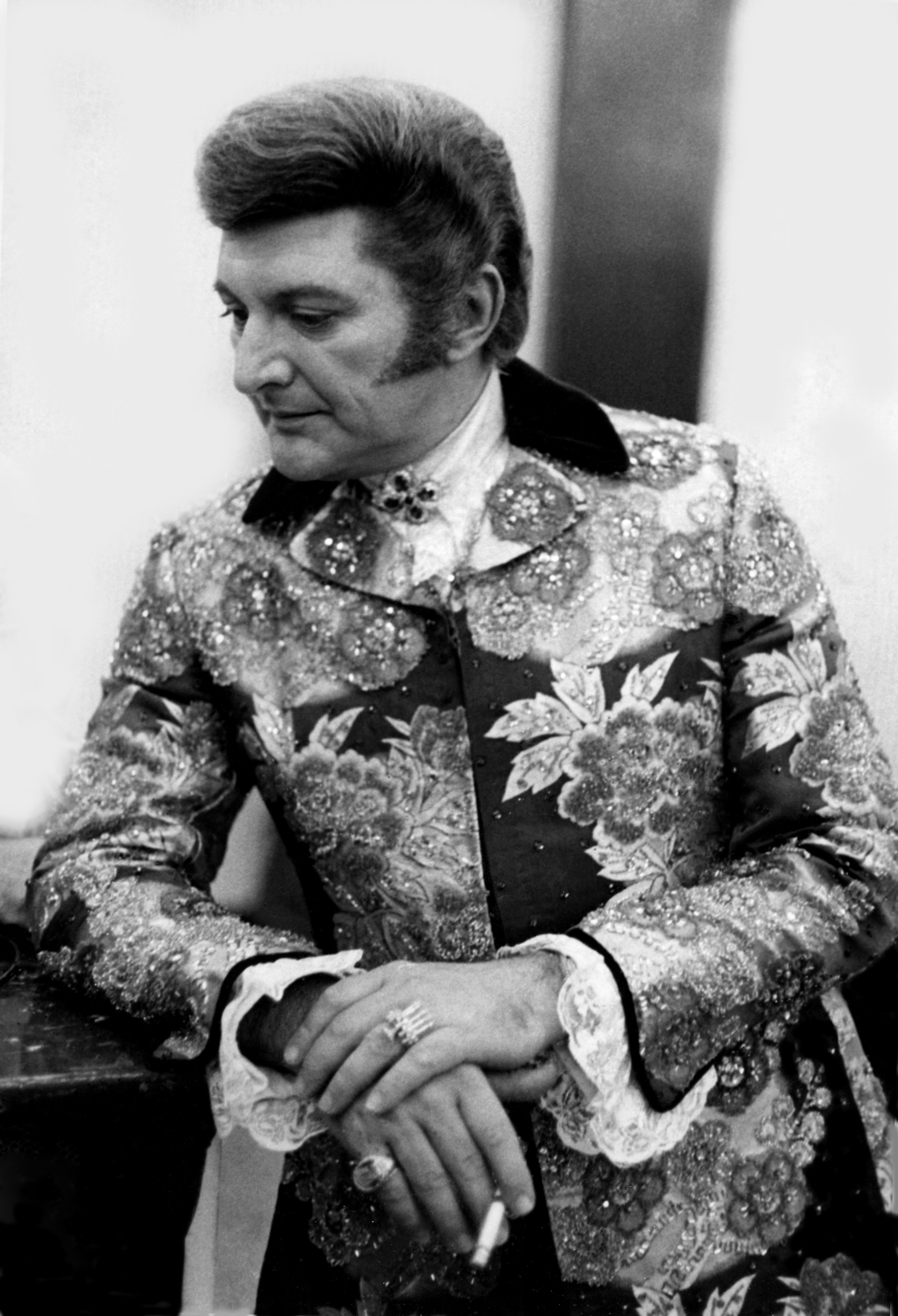
Liberace; † 4. Februar

- 04. Februar: Liberace, US-amerikanischer Pianist und Entertainer (* 1919)
- 05. Februar: Dub Adams, US-amerikanischer Western-Swing-Musiker und Viehzüchter (* 1919)
- 06. Februar: Albert Leblanc, belgischer Komponist und Organist (* 1903)
- 07. Februar: Claudio Villa, italienischer Sänger und Schauspieler (* 1926)
- 08. Februar: Bronisława Wajs, polnische Roma-Dichterin und -Sängerin (* 1919)
- 10. Februar: Raymond Colignon, belgischer Jazz- und Unterhaltungsmusiker (Piano, Orgel und Arrangement) (* 1907)
- 11. Februar: John Malachi, US-amerikanischer Jazzpianist und Arrangeur (* 1919)
- 14. Februar: Bola Sete, brasilianischer Gitarrist, Sänger und Komponist (* 1923)
- 14. Februar: Dmitri Borissowitsch Kabalewski, russischer Komponist (* 1904)
- 14. Februar: George Tibbles, US-amerikanischer Drehbuchautor, Filmproduzent und Songwriter (* 1913)
- 16. Februar: Miguel Prado Paz, mexikanischer Komponist (* 1905)
- 17./18. Februar: Hans Böhringer, deutscher Theologe, Musikwissenschaftler und Psychotherapeut (* 1915)
- 20. Februar: Adrian Cruft, britischer Komponist und Musikpädagoge (* 1921)
- 22. Februar: Alberto Echagüe, argentinischer Sänger und Liedtexter (* 1909)
- 23. Februar: José Afonso, portugiesischer Sänger und Komponist (* 1929)
- 24. Februar: Jacques Albrespic, französischer Komponist und Organist (* 1922)
- 24. Februar: Edwin McArthur, US-amerikanischer Dirigent, Pianist und Komponist (* 1907)
- 25. Februar: Georg Grosch, deutscher Komponist (* 1895)

### März
- 01. März: Freddie Green, US-amerikanischer Jazzgitarrist (* 1911)
- 03. März: Danny Kaye, US-amerikanischer Schauspieler, Komiker und Sänger (* 1911)
- 03. März: Gaston Martine Germain Calixte, Sänger aus Guadeloupe (* 1922)
- 05. März: Josef Gregor, deutscher Volksliedpädagoge (* 1903)
- 06. März: Hanns Binder, deutscher Heimatpfleger, Volksmusikpfleger und Volksliedsammler (* 1902)
- 06. März: Eddie Durham, US-amerikanischer Jazzgitarrist, Posaunist, Komponist (* 1906)
- 07. März: Evelyn Dove, britische Sängerin, Pianistin und Schauspielerin (* 1902)
- 07. März: Peter Herz, österreichischer Schriftsteller, Librettist und Feuilletonist (* 1895)
- 09. März: Alexander Andrejewitsch Aljoschin, sowjetischer Theater- und Film-Schauspieler sowie Estrada-Sänger (* 1909)
- 09. März: Martin Schlensog, deutscher Komponist und Musikpädagoge (* 1897)
- 11. März: Georg Irmer, deutscher Opernsänger sowie Theater- und Filmschauspieler (* 1906)
- 13. März: Gerald Moore, englischer Pianist (* 1899)
- 13. März: Fela Sowande, nigerianischer Komponist, Organist und Musikpädagoge (* 1905)
- 14. März: Tex Fletcher, US-amerikanischer Schauspieler und Countrysänger (* 1910)
- 16. März: Frederick Grinke, kanadischer Geiger und Musikpädagoge (* 1911)
- 18. März: Kari Diesen, norwegische Schauspielerin und Sängerin (* 1914)
- 20. März: Tut Soper, US-amerikanischer Jazzmusiker (Piano, Gesang) (* 1910)
- 20. März: Rita Streich, deutsche Opernsängerin (Koloratursopran) (* 1920)
- 23. März: Ilse Totzke, deutsche Musikerin und Gerechte unter den Völkern (* 1913)
- 25. März: Reginald Godden, kanadischer Pianist und Musikpädagoge (* 1905)
- 25. März: Moustache, französischer Jazzschlagzeuger und Bandleader sowie Restaurant- und Clubbesitzer, Komiker und Schauspieler (* 1929)
- 25. März: Mickey Sheen, US-amerikanischer Jazzschlagzeuger (* 1927)
- 26. März: Eugen Jochum, deutscher Dirigent (* 1902)
- 28. März: Maria Augusta von Trapp, österreichische Sängerin und Schriftstellerin (* 1905)
- 29. März: Felix Prohaska, österreichischer Dirigent und Professor (* 1912)

### April
- 02. April: Buddy Rich, US-amerikanischer Jazzschlagzeuger (* 1917)
- 07. April: Maxine Sullivan, US-amerikanische Jazzmusikerin (Sängerin, Posaunistin, Flügelhornistin) (* 1911)
- 08. April: Héctor Palacios, argentinischer Tangosänger, -dichter und -komponist und Schauspieler (* 1909)
- 13. April: Gholam Hossein Bigjekhani, iranischer Tarspieler (* 1918)
- 13. April: Ervin Nyíregyházi, US-amerikanischer Pianist (* 1903)
- 14. April: Karl Höller, deutscher Komponist, Dirigent, Organist und Hochschullehrer (* 1907)
- 17. April: Carlton Barrett, jamaikanischer Reggae-Schlagzeuger (* 1950)
- 17. April: Jozef Grešák, slowakischer Komponist, Pianist und Organist (* 1907)
- 19. April: Heinie Beau, US-amerikanischer Musiker (Holzblasinstrumente) und Arrangeur (* 1911)
- 22. April: Irving Ashby, US-amerikanischer Jazzgitarrist (* 1920)
- 22. April: Gustav Mankel, neuapostolischer Geistlicher, Lieddichter und Komponist (* 1907)
- 25. April: Agustín Irusta, argentinischer Schauspieler, Tangosänger, -komponist und -dichter (* 1903)

### Mai
- 03. Mai: Dalida, italienisch-französische Chansonsängerin (* 1933)
- 04. Mai: Paul Butterfield, US-amerikanischer Bluesmusiker (* 1942)
- 04. Mai: Wilbur Little, US-amerikanischer Jazzbassist (* 1928)
- 05. Mai: Gilles Boizard, französischer Komponist (* 1933)
- 07. Mai: Karl Schuke, deutscher Orgelbauer (* 1906)
- 07. Mai: Miroslav Venhoda, tschechischer Chordirigent (* 1915)
- 10. Mai: Wilhelm Strienz, deutscher Opernsänger (Bass) (* 1900)
- 11. Mai: Hans Klotz, deutscher Kirchenmusiker und Orgelforscher (* 1900)
- 12. Mai: Victor Feldman, englischer Jazzmusiker (* 1934)
- 13. Mai: Phil Moore, US-amerikanischer Jazz-Pianist, Komponist, Arrangeur und Orchesterleiter (* 1918)
- 13. Mai: Ismael Rivera, puerto-ricanischer Sänger (* 1931)

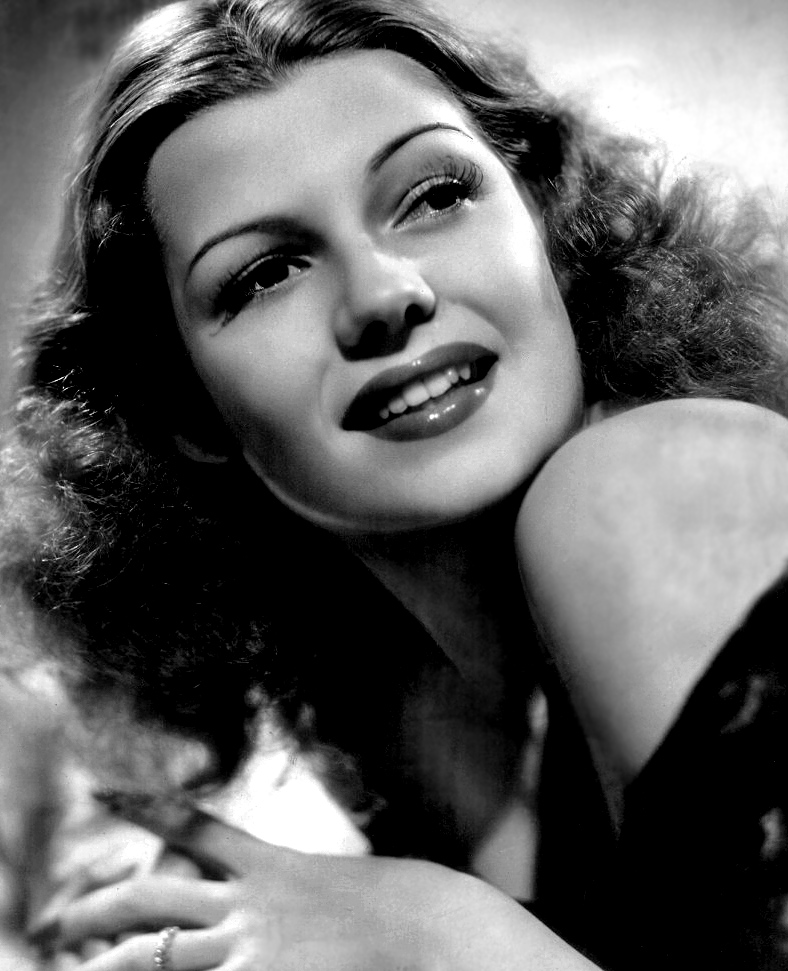
Rita Hayworth; † 14. Mai

- 14. Mai: Rita Hayworth, US-amerikanische Schauspielerin und Tänzerin (* 1918)
- 15. Mai: Gʻulom Abdurahmonov, sowjetischer Opernsänger (Tenor) (* 1910)
- 18. Mai: Doddy Delissen, österreichische Tänzerin, Diseuse und Filmschauspielerin (* 1904)
- 20. Mai: Sitson Ma, chinesischer Violinvirtuose und Komponist (* 1912)
- 21. Mai: Mario Pomar, argentinischer Tangosänger (* 1920)
- 22. Mai: Rio de Gregori, Schweizer Jazzmusiker (Piano, Gesang) (* 1919)
- 22. Mai: Mario Zafred, italienischer Komponist, Dirigent und Musikkritiker (* 1922)
- 25. Mai: Russ Cheever, US-amerikanischer Jazz- und Studiomusiker (Saxophon, Klarinette) (* 1911)
- 26. Mai: Robert Wilkins, US-amerikanischer Blues- und Gospel-Gitarrist und -Sänger (* 1896)
- 27. Mai: Hans Schmid, österreichischer Komponist, Arrangeur und Dirigent (* 1893)
- 27. Mai: Else Thalheimer, deutsche Musikwissenschaftlerin (* 1898)
- 29. Mai: Max Lang, Schweizer Musiker, Komponist und Dirigent (* 1917)
- 30. Mai: Turk Murphy, US-amerikanischer Posaunist und Komponist (* 1915)

### Juni
- 02. Juni: Sammy Kaye, US-amerikanischer Orchesterleiter und Komponist (* 1910)
- 02. Juni: Andrés Segovia, spanischer Gitarrist (* 1893)
- 06. Juni: Dmytro Klebanow, sowjetisch-ukrainischer Komponist, Dirigent und Musikpädagoge (* 1907)
- 08. Juni: Joaquín Do Reyes, argentinischer Bandoneonist, Bandleader und Tangokomponist (* 1905)
- 08. Juni: Friedrich Siebert, deutscher Dirigent und Komponist (* 1906)
- 09. Juni: Robert Carl, deutscher Komponist, Dirigent und Verleger (* 1902)
- 09. Juni: Monique Haas, französische Pianistin (* 1909)
- 09. Juni: Zdenko Tamássy, ungarischer Filmkomponist (* 1921)
- 11. Juni: Alexander Lasarewitsch Lokschin, russischer Komponist (* 1920)
- 15. Juni: Roman Schimmer, deutscher Violinist und Musikpädagoge (* 1912)
- 16. Juni: Maria von Ilosvay, ungarische Opernsängerin (Alt) (* 1913)
- 18. Juni: Kid Thomas Valentine, US-amerikanischer Jazztrompeter und Bandleader (* 1896)
- 19. Juni: Christian Boss, Schweizer Volksmusikant und Komponist (* 1926)
- 21. Juni: Stanley Chapple, britischer Dirigent und Musikpädagoge (* 1900)
- 21. Juni: Abram Chasins, US-amerikanischer Pianist, Komponist, Musikschriftsteller und -pädagoge (* 1903)

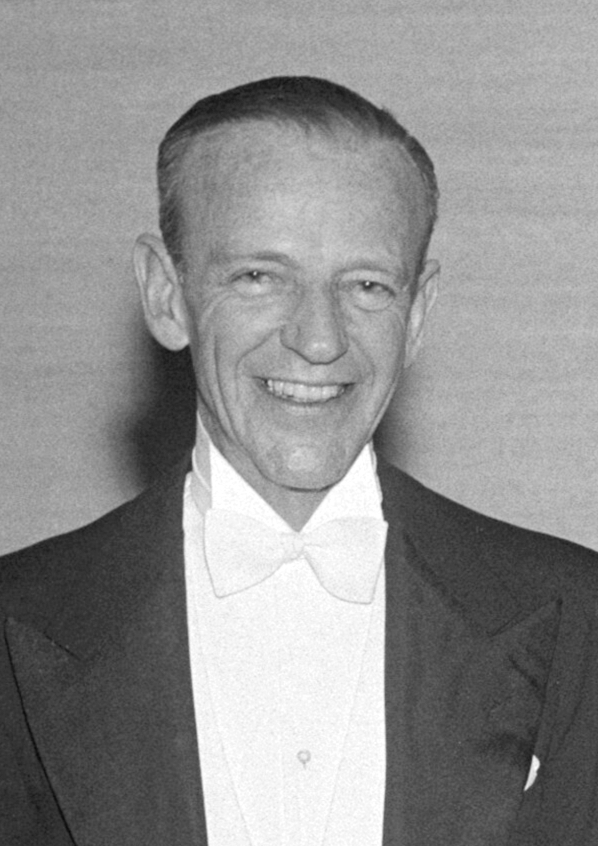
Fred Astaire; † 22. Juni

- 22. Juni: Fred Astaire, US-amerikanischer Tänzer, Choreograf, Sänger und Schauspieler (* 1899)
- 23. Juni: Tito Lara, puerto-ricanischer Sänger und Schauspieler (* 1932)
- 24. Juni: Jackie Gleason, US-amerikanischer Komiker, Schauspieler, Komponist und Bigband-Leader (* 1916)
- 26. Juni: Henk Badings, niederländischer Komponist (* 1907)
- 26. Juni: Gert Bastian, dänischer Schauspieler und Opernsänger (* 1915)
- 26. Juni: Boudleaux Bryant, US-amerikanischer Songwriter (* 1920)
- 26. Juni: Frank Rehak, US-amerikanischer Jazzposaunist (* 1926)
- 26. Juni: Gabor Rejto, US-amerikanischer Cellist und Musikpädagoge (* 1916)
- 27. Juni: Pat McGuigan, irischer Schlagersänger (* 1935)
- 29. Juni: Elizabeth „Libba“ Cotten, US-amerikanische Folk- und Blues-Musikerin (* 1893)
- 30. Juni: Frederic Mompou, spanischer Komponist und Pianist (* 1893)

### Juli
- 01. Juli: Edvard Fendler, deutscher Dirigent (* 1902)
- 01. Juli: Philip Charles Lithman, britischer Multiinstrumentalist, Gitarrist, Sänger und Komponist (* 1949)
- 01. Juli: Jerry Livingston, US-amerikanischer Songwriter und Komponist (* 1909)
- 02. Juli: Jorge Falcón, argentinischer Tangosänger (* 1949)
- 04. Juli: Bernard U. Taylor, US-amerikanischer Musikpädagoge (* 1897)
- 07. Juli: Tibor Frešo, slowakischer Komponist und Dirigent (* 1918)
- 07. Juli: Arno Volk, deutscher Musikwissenschaftler und Verleger (* 1914)
- 10. Juli: John Hammond, US-amerikanischer Schallplattenproduzent, Musiker und Musikkritiker (* 1910)
- 12. Juli: Gustav Adolf Schlemm, deutscher Komponist und Dirigent (* 1902)
- 14. Juli: Ali Jackson senior, US-amerikanischer Jazzmusiker (Kontrabass) (* 1931)
- 15. Juli: Pete King, britischer Musiker (* 1958)
- 17. Juli: Howard McGhee, US-amerikanischer Jazztrompeter (* 1918)
- 17. Juli: Yūjirō Ishihara, japanischer Filmschauspieler und Sänger (* 1934)
- 18. Juli: Carl Bamberger, US-amerikanischer Dirigent und Musikpädagoge (* 1902)
- 19. Juli: Arrigo Pelliccia, italienischer Violinist, Violist und Musikpädagoge (* 1912)
- 22. Juli: Maud Cunitz, deutsche Opern-, Operetten-, Lied- und Konzertsängerin (Sopran) (* 1911)
- 22. Juli: Nick Perls, US-amerikanischer Musikproduzent, Labelgründer und -eigentümer (* 1942)
- 23. Juli: Art Jarrett, US-amerikanischer Sänger, Schauspieler und Bigband-Leader (* 1907)
- 23. Juli: Tsegmidiin Namsraidschaw, mongolischer Dirigent und Komponist (* 1927)
- 24. Juli: Dick Wellstood, US-amerikanischer Jazzpianist und Arrangeur (* 1927)
- 26. Juli: Joe Liggins, US-amerikanischer Jazz- und Blues-Pianist (* 1915)
- 29. Juli: Ottorino Gentilucci, italienischer Komponist und Musikwissenschaftler (* 1910)
- 00. Juli: Joe Mondragon, US-amerikanischer Jazzbassist (* 1920)

### August
- 03. August: Bert Niosi, kanadischer Bandleader, Klarinettist, Saxophonist und Komponist (* 1909)
- 05. August: Zygmunt Mycielski, polnischer Komponist, Schriftsteller und Musikkritiker (* 1907)
- 07. August: Wolodymyr Flys, ukrainisch-sowjetischer Komponist, Musikwissenschaftler und Hochschullehrer (* 1924)
- 08. August: Benny Barnes, US-amerikanischer Country-Musiker (* 1936)
- 14. August: Vincent Persichetti, US-amerikanischer Komponist, Musikpädagoge und Dirigent (* 1915)
- 15. August: Weniamin Petrowitsch Netschajew, sowjetischer Musiker (Gitarrist) und Filmschauspieler (* 1915)
- 17. August: Mac Kac, französischer Jazzschlagzeuger (* 1920)
- 17. August: Rachela Zelmanowicz, polnische Musikerin und Holocaustüberlebende (* 1921)
- 18. August: Hans-Klaus Langer, deutscher Komponist (* 1903)
- 21. August: Steve Davis, US-amerikanischer Jazzbassist (* 1929)
- 21. August: Angelo Francesco Lavagnino, italienischer Filmkomponist (* 1909)
- 23. August: Siegfried Borris, deutscher Komponist, Musikwissenschaftler und Musikpädagoge (* 1906)
- 26. August: Alberto Socarrás, US-amerikanischer Flötist, Klarinettist, Saxophonist und Orchesterleiter (* 1908)
- 27. August: Ben Branch, US-amerikanischer Tenorsaxophonist (* 1928)
- 27. August: Scott La Rock, US-amerikanischer Hip-Hop-DJ und Produzent (* 1962)
- 27. August: Gerhard Puchelt, deutscher Pianist (* 1913)
- 28. August: Ewart Bartley, kanadischer Organist, Chorleiter, Musikpädagoge und Komponist (* 1909)
- 29. August: Bernadene Hayes, US-amerikanische Film- und Fernsehschauspielerin sowie Sängerin (* 1903)

### September
- 03. September: Morton Feldman, US-amerikanischer Komponist (* 1926)
- 04. September: Juri Borissowitsch Jelagin, russischer Musiker und Schriftsteller (* 1910)
- 05. September: Wolfgang Fortner, deutscher Komponist, Kompositionslehrer und Dirigent (* 1907)
- 05. September: René Hernández, kubanischer Pianist und Arrangeur (* 1916)
- 05. September: Hellmuth von Ulmann, baltischer Organist, Dirigent, Komponist, Journalist und Schriftsteller (* 1913)
- 09. September: Gunnar de Frumerie, schwedischer Pianist und Komponist (* 1908)
- 11. September: Ludovic Feldman, rumänischer Komponist (* 1893)
- 11. September: Peter Tosh, jamaikanischer Sänger und Gitarrist (* 1944)
- 12. September: Ernst Laaff, deutscher Musiker, Professor und Hochschulrektor (* 1903)
- 12. September: Max Rumpf, deutscher Musiker (Piano, Schlagzeug) und Orchesterleiter (* 1906)
- 15. September: Joe Reisman, US-amerikanischer Musiker (Tenor- und Baritonsaxophon, Klarinette), Bandleader, Musikproduzent und Arrangeur (* 1924)
- 17. September: Josef Bohumil Herclík, tschechischer Geigenbauer (* 1903)
- 17. September: Bradford Tracey, deutscher Pianist und Cembalist (* 1951)
- 21. September: Elsa Oehme-Förster, US-amerikanisch-deutsche Opernsängerin (Sopran) und Filmschauspielerin (* 1899)
- 21. September: Jaco Pastorius, US-amerikanischer E-Bassist (* 1951)
- 22. September: Norman Luboff, US-amerikanischer Chorleiter, Arrangeur und Komponist (* 1917)
- 22. September: Leonidas Zoras, griechischer Komponist (* 1905)
- 23. September: Louis Kentner, ungarisch-britischer Pianist, (* 1905)
- 28. September: Philipp Eppel, österreichischer Orgelbauer (* 1907)
- 29. September: Sebastian Peschko, deutscher Pianist (* 1909)
- 30. September: Robert Schollum, österreichischer Komponist, Dirigent, Musikpädagoge, Musikkritiker, Musikschriftsteller und Hochschullehrer (* 1913)

### Oktober
- 03. Oktober: Hans Gál, österreichisch-britischer Komponist und Musikwissenschaftler (* 1890)
- 03. Oktober: Maria Ivogün, ungarische Opernsängerin (Sopran) (* 1891)
- 03. Oktober: Alexander Weinmann, österreichischer Musikhistoriker, Bibliograph und Komponist (* 1901)
- 04. Oktober: Sonny Grey, jamaikanischer Jazztrompeter (* 1925)
- 05. Oktober: Richard Bars, deutscher Librettist und Textdichter (* 1890)
- 07. Oktober: Georg Goebel, deutscher Chorleiter und Komponist (* 1909)
- 07. Oktober: John Fletcher, britischer Musiker (Tubist) (* 1941)
- 12. Oktober: Richard Rosenberg, deutscher Komponist, Musiktheoretiker, Musikpublizist, Dirigent, Pianist (* 1894)
- 13. Oktober: Kishore Kumar, indischer Playbacksänger (* 1929)
- 14. Oktober: Rodolfo Halffter Escriche, spanisch-mexikanischer Komponist (* 1900)
- 14. Oktober: Emmy Loose, österreichische Opernsängerin (Sopran) (* 1914)
- 15. Oktober: Friedrich Jürgenson, estnischer Kunstmaler, Opernsänger und Dokumentarfilmer (* 1903)
- 16. Oktober: Hanning Schröder, deutscher Komponist und Bratschist (* 1896)
- 18. Oktober: Pete Carpenter, US-amerikanischer Jazz-Posaunist, Arrangeur und Komponist (* 1914)
- 19. Oktober: Hans Moldenhauer, deutsch-amerikanischer Musikwissenschaftler, Pianist, Musikpädagoge und Autographensammler (* 1906)
- 19. Oktober: Jacqueline du Pré, britische Cellistin (* 1945)
- 23. Oktober: Gene Rodgers, US-amerikanischer Jazzpianist und Arrangeur (* 1910)
- 24. Oktober: Bruno Aulich, deutscher Musikwissenschaftler, Musikschriftsteller, Komponist und Dirigent (* 1902)
- 25. Oktober: Willis Jackson, US-amerikanischer Jazzmusiker (Tenorsaxophonist) (* 1928)
- 29. Oktober: Woody Herman, US-amerikanischer Jazz-Klarinettist, Sänger und Bandleader (* 1913)
- 29. Oktober: Toni Steingass, deutscher Komponist und Texter (* 1921)
- 31. Oktober: Else Cross, österreichisch-englische Pianistin und Klavierpädagogin (* 1902)

### November
- 02. November: Wolfgang von Karajan, österreichischer Organist und Ensembleleiter (* 1906)
- 03. November: Albert McCarthy, englischer Jazz-Autor, Diskograph, Jazz-Journalist und Jazz-Historiker (* 1920)
- 06. November: Sohar Argov, israelischer Sänger (* 1955)
- 06. November: Jean Rivier, französischer Komponist (* 1896)
- 08. November: Boris Goldstein, jüdisch-deutsch-russischer Geiger und Musikpädagoge (* 1922)
- 11. November: John King, US-amerikanischer Sänger und Schauspieler (* 1909)
- 11. November: Gottfried Schmiedel, deutscher Musikschriftsteller und Musikkritiker, Konzertmoderator und Buchautor (* 1920)

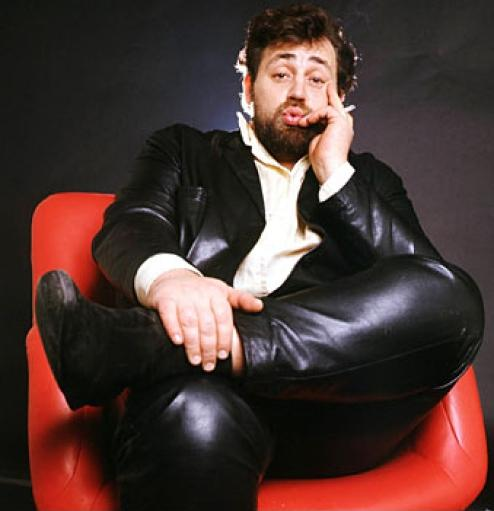
Cornelis Vreeswijk; † 12. November

- 12. November: Cornelis Vreeswijk, niederländisch-schwedischer Liedermacher, Komponist und Dichter (* 1937)
- 13. November: Harold Vick, US-amerikanischer Musiker (Tenorsaxophon, Sopransaxophon, Flöte) (* 1936)
- 19. November: Clara Petrella, italienische Sopranistin (* 1914)
- 21. November: Dixie Boy Jordan, US-amerikanischer Country-Musiker (* 1906)
- 22. November: Plácido Domingo Ferrer, spanischer Zarzuelasänger (Bariton) (* 1907)
- 22. November: Luke „Long Gone“ Miles, US-amerikanischer Bluessänger und Songwriter (* 1925)
- 23. November: Joseph Beer, österreichischer Operettenkomponist (* 1908)
- 27. November: Charline Arthur, US-amerikanische Rockabilly-Musikerin (* 1929)
- 28. November: Paul Arma, französischer Komponist, Musikethnologe und Pianist (* 1905)
- 28. November: Víctor Yturbe, mexikanischer Sänger (* 1926)

### Dezember
- 01. Dezember: Watsche Howsepjan, armenischer Dudukspieler (* 1925)
- 02. Dezember: Myrta Silva, puerto-ricanische Sängerin, Schauspielerin und Komponistin (* 1927)
- 03. Dezember: Béatrice Haldas, Schweizer Opernsängerin (Sopran) (* 1944)
- 04. Dezember: Kurt Wöss, österreichischer Dirigent (* 1914)
- 05. Dezember: Fats Heard, US-amerikanischer Jazzschlagzeuger (* 1923)
- 05. Dezember: Molly O’Day, US-amerikanische Countrysängerin (* 1923)
- 06. Dezember: Ferdinand Rauter, österreichischer Pianist, Dirigent und Pädagoge (* 1902)
- 08. Dezember: Annelies Kupper, deutsche Opernsängerin (Sopran) (* 1906)
- 10. Dezember: Jascha Heifetz, russisch-US-amerikanischer Violinist (* 1901)
- 10. Dezember: Leroy „Slam“ Stewart, US-amerikanischer Jazzbassist (* 1914)
- 12. Dezember: Clifton Chenier, US-amerikanischer Blues- und Zydeco-Musiker (* 1925)
- 12. Dezember: Enrique Jorrín, kubanischer Geiger, Komponist und Orchesterleiter (* 1926)
- 13. Dezember: Else Schmitz-Gohr, deutsche Pianistin, Komponistin und Klavier-Professorin (* 1901)
- 13. Dezember: Claude T. Smith, US-amerikanischer Komponist (* 1932)
- 18. Dezember: Warne Marsh, US-amerikanischer Jazzsaxophonist (* 1927)
- 18. Dezember: Conny Plank, deutscher Musikproduzent und Toningenieur (* 1940)
- 21. Dezember: Eduardo Del Piano, argentinischer Bandoneonist, Arrangeur und Bandleader (* 1914)
- 22. Dezember: Luca Prodan, italienisch-schottischer Musiker und Komponist (* 1953)
- 22. Dezember: T. Ranganathan, indischer Mridangamspieler und Musikpädagoge (* 1925)
- 24. Dezember: Josef Myrow, russisch-US-amerikanischer Filmkomponist (* 1910)
- 24. Dezember: Sara Scuderi, italienische Opernsängerin (Sopran) (* 1906)
- 28. Dezember: Edward Kleban, US-amerikanischer Musical-Komponist und Texter (* 1939)
- 30. Dezember: Bob Laine, US-amerikanischer Jazzmusiker (Piano) (* 1910)
- 31. Dezember: Adalbert Quadt, deutscher Gitarrist, Herausgeber und Musikpädagoge (* 1903)
- 31. Dezember: Hansl Schmid, österreichischer Wienerliedsänger (* 1897)

### Genaues Todesdatum unbekannt
- Hein Bitz, Volks- und Straßensänger (* 1914)
- Stan Butcher, britischer Pianist, Komponist, Arrangeur und Bandleader (* 1920)
- Earl Cross, US-amerikanischer Jazztrompeter (Mellophon, Piano) (* 1933)
- Johannes Karl, deutscher Orgelbauer (* 1916)
- Maria Landes-Hindemith, deutsche Pianistin und Klavierpädagogin (* 1901)
- Mahapurush Misra, indischer Tablaspieler (* 1932)
- Frances Kraft Reckling, US-amerikanische Musikerin (Piano, Komposition) und Musikalienhändlerin (* 1906)